# 엠카운트다운
《엠카운트다운》(M COUNTDOWN)은 매주 목요일 저녁 6시에 Mnet에서 방송되고 있는 생방송 음악 프로그램이다.

## 역사
가요베스트 27 후속으로 2004년 7월 29일에 첫 방송 되었으며 현재 방송 중인 엠넷, GMTV에서 공동으로 생방송으로 진행되는 종합 차트 프로그램이다. 이후 2011년 12월 15일 방송부터는 tvN에서도 동시 생방송 진행을 하게 되고, 북미와, 유럽, 일본 등 동아시아 국가를 비롯한 전 세계 80여개 국에서 동시 생방송으로 진행되고 있다.
- 2004년 7월 29일 : 종합 차트쇼 '엠 카운트다운 (M Countdown)' 방송 시작 (현재 엠넷의 장수 프로그램)
- 2008년 7월 ~ 2008년 11월 : 각 마지막 주에 월간 결산 차트인 <Only One Song>을 시상을 했다.
- 2009년 1월 8일 : Premium K-Pop Chart Show 'M Countdown (엠카운트다운)' 2기 개편
- 2011년 9월 15일 : World No.1 K-Pop Chart Show 'M Countdown (엠카운트다운)' 3기 개편
- 2019년 4월 4일 : World No.1 K-Pop Chart Show 'M Countdown (엠카운트다운), We Are K-pop' 4기 개편
- 2019년 4월 4일 : World No.1 K-Pop Chart Show 'M Countdown (엠카운트다운), We Are K-pop' 120분으로 편성 개편

## 역대 MC

### 공식 MC
| 대수 | 진행자                                                                                            | 진행 기간                          |
| ---- | ------------------------------------------------------------------------------------------------- | ---------------------------------- |
| 1대  | 유노윤호 (동방신기), 박유천                                                                       | 2004년 7월 29일 ~ 2004년 8월 26일  |
| 2대  | 이휘재                                                                                            | 2004년 9월 2일 ~ 2005년 5월 26일   |
| 3대  | SS501                                                                                             | 2005년 6월 2일 ~ 2005년 10월 27일  |
| 4대  | 이특 & 신동 (슈퍼주니어), 강인                                                                    | 2005년 11월 10일 ~ 2007년 6월 21일 |
| 5대  | 이특 & 은혁 & 신동 (슈퍼주니어)                                                                   | 2007년 7월 5일 ~ 2008년 3월 27일   |
| 6대  | SS501                                                                                             | 2008년 4월 10일 ~ 2008년 5월 29일  |
| 7대  | 알렉스, 채연                                                                                      | 2008년 6월 12일 ~ 2008년 12월 4일  |
| 8대  | 이기상                                                                                            | 2009년 3월 12일 ~ 2009년 7월 9일   |
| 9대  | 채연                                                                                              | 2009년 7월 23일 ~ 2009년 11월      |
| 10대 | MCD GUYZ (닉쿤 & 준호 & 찬성 (2PM), 조권 & 정진운 (2AM), 강민혁 (씨엔블루), (이준, 지오) (엠블랙) | 2010년 2월 ~ 2010년 8월            |
| 11대 | 토니 안 (H.O.T.), 신소율                                                                          | 2011년 3월 ~ 2011년 9월 8일        |
| 12대 | 토니 안 (H.O.T.)                                                                                  | 2011년 9월 15일 ~ 2012년 8월 23일  |
| 13대 | 이홍기 (FT아일랜드)                                                                               | 2012년 8월 30일 ~ 2012년 12월 20일 |
| 14대 | 김우빈                                                                                            | 2013년 8월 15일 ~ 2014년 2월 13일  |
| 15대 | 안재현, 정준영                                                                                    | 2014년 2월 27일 ~ 2014년 11월 20일 |
| 16대 | Key (샤이니), 이정신 (씨엔블루)                                                                   | 2015년 1월 22일 ~ 2016년 9월 8일   |
| 17대 | Key (샤이니)                                                                                      | 2016년 9월 15일 ~ 2017년 4월 13일  |
| 18대 | 이대휘 (AB6IX), 한현민                                                                            | 2019년 4월 4일 ~ 2021년 2월 4일    |
| 19대 | 미연 (아이들), 남윤수                                                                             | 2021년 2월 18일 ~ 2023년 1월 19일  |
| 20대 | 미연 ((여자)아이들), 주헌 (몬스타엑스)                                                            | 2023년 2월 23일 ~ 2023년 7월 20일  |
| 21대 | 미연 (아이들), 성한빈 (제로베이스원)                                                              | 2023년 9월 7일 ~ 2023년 11월 16일  |
| 22대 | 명재현 (BOYNEXTDOOR), 성한빈 (제로베이스원), 소희 (RIIZE)                                         | 2024년 1월 11일 ~ 2025년 2월 27일  |
| 23대 | 명재현 (BOYNEXTDOOR), 성한빈 (제로베이스원)                                                       | 2025년 3월 6일 ~ 현재              |

### 인턴 MC
| 기  | 인턴MC               | 방송기간                          |
| --- | -------------------- | --------------------------------- |
| 1기 | 진영 & 뱀뱀 (GOT7)   | 2015년 3월 19일 ~ 2016년 3월 3일  |
| 2기 | 트와이스             | 2016년 3월 17일 ~ 2016년 4월 7일  |
| 3기 | 정한 & 민규 (세븐틴) | 2016년 5월 5일 ~ 2016년 7월 21일  |
| 4기 | NCT                  | 2016년 7월 28일 ~ 2016년 9월 22일 |

### 스페셜 MC
| 진행자                                                  | 방송 일자                                   |
| ------------------------------------------------------- | ------------------------------------------- |
| 박수아                                                  | 2012년 9월 13일                             |
| 수지                                                    | 2012년 11월 15일                            |
| 유리 & 효연 (소녀시대)                                  | 2013년 1월 3일                              |
| 소유, 보이프렌드                                        | 2013년 1월 10일                             |
| 존 박, 권소현                                           | 2013년 1월 17일                             |
| 이성열 & 이성종 (인피니트)                              | 2013년 1월 24일                             |
| 박형식, 김동준                                          | 2013년 1월 31일                             |
| 소유, 김다솜                                            | 2013년 2월 7일                              |
| 레이나, 나나                                            | 2013년 2월 14일                             |
| 김재경, 고우리, 김지숙                                  | 2013년 2월 21일                             |
| 샤이니                                                  | 2013년 2월 28일                             |
| 천지 & 니엘 (틴탑), 병헌                                | 2013년 3월 7일                              |
| 소진, 민아, 혜리                                        | 2013년 3월 14일                             |
| 다비치                                                  | 2013년 3월 21일                             |
| 이성열 & 이성종 (인피니트), 이호원                      | 2013년 3월 28일                             |
| 김우빈, 조보아                                          | 2013년 4월 4일, 4월 11일                    |
| 임시완, 박형식, 김동준                                  | 2013년 4월 18일                             |
| 온유 (샤이니), 토니 안 (H.O.T.)                         | 2013년 4월 25일                             |
| 샤이니                                                  | 2013년 5월 2일                              |
| 전효성, 송지은                                          | 2013년 5월 9일                              |
| 진영, 바로                                              | 2013년 5월 16일                             |
| 신혜성 & 이민우 & 전진 (신화)                           | 2013년 5월 23일                             |
| 이민우 & 전진 (신화)                                    | 2013년 5월 30일                             |
| 이준, 천둥                                              | 2013년 6월 13일                             |
| 박수아, 가은                                            | 2013년 6월 20일                             |
| 김재경 & 고우리 (레인보우)                              | 2013년 6월 27일                             |
| 허가윤, 현아, 권소현                                    | 2013년 7월 4일                              |
| 윤보라, 소유                                            | 2013년 7월 11일                             |
| 걸스데이                                                | 2013년 7월 25일                             |
| 찬열 (EXO), 故 설리                                     | 2013년 8월 1일                              |
| 미료 & 나르샤 (브라운 아이드 걸스)                      | 2013년 8월 8일                              |
| 천지 & 니엘 (틴탑)                                      | 2013년 9월 5일                              |
| 임시완, 김동준                                          | 2013년 9월 12일                             |
| 남우현 & 엘 (인피니트), 류수정 (러블리즈)               | 2015년 4월 23일                             |
| 수호 (EXO)                                              | 2015년 6월 4일                              |
| 나연 & 지효 (트와이스), JB & 유겸 (GOT7)                | 2016년 1월 7일                              |
| 나연 & 지효 (트와이스)                                  | 2016년 1월 28일                             |
| AOA 크림                                                | 2016년 3월 10일                             |
| 한승연 (카라), 윤학 (슈퍼노바), 우영 & 택연 (2PM), 설현 | 2016년 4월 14일                             |
| 최유정 (위키미키), 전소미                               | 2016년 9월 1일                              |
| 슬기 & 조이 (레드벨벳)                                  | 2016년 9월 29일                             |
| 태민 (샤이니)                                           | 2016년 10월 6일                             |
| 마크 & 잭슨, 뱀뱀 (GOT7)                                | 2016년 10월 13일                            |
| 진 & 지민 (방탄소년단)                                  | 2016년 10월 20일                            |
| 진영 & 뱀뱀 (GOT7), 김세정                              | 2016년 10월 27일                            |
| 지효 & 미나 & 다현 (트와이스)                           | 2016년 11월 3일                             |
| 지수 & 제니 (블랙핑크)                                  | 2016년 11월 10일                            |
| 지엔, 故 문빈 (아스트로)                                | 2016년 12월 15일                            |
| 조슈아 & 호시 (세븐틴)                                  | 2016년 12월 22일, 2017년 1월 5일            |
| 원우 & 버논 (세븐틴)                                    | 2017년 1월 12일                             |
| 혜정, 초아                                              | 2017년 1월 19일                             |
| 원우 & 버논 & 민규 (세븐틴)                             | 2017년 1월 26일, 2월 2일                    |
| 슬기 & 예리 (레드벨벳)                                  | 2017년 2월 9일                              |
| 슬기 & 웬디 (레드벨벳), 재현 (NCT)                      | 2017년 2월 16일                             |
| 미나 & 채영 (트와이스)                                  | 2017년 2월 23일                             |
| 김세정, 미나                                            | 2017년 3월 2일                              |
| 육성재 (비투비)                                         | 2017년 3월 9일                              |
| 마크 & JB (GOT7)                                        | 2017년 3월 16일                             |
| 이기광 & 손동운 (하이라이트)                            | 2017년 3월 23일                             |
| 영재 & 유겸 (GOT7)                                      | 2017년 4월 6일                              |
| 이정신 (씨엔블루)                                       | 2017년 4월 13일                             |
| 하니, 나영, 결경                                        | 2017년 4월 20일                             |
| 니엘 (틴탑), 지호 & 효정 (오마이걸)                     | 2017년 4월 27일                             |
| 트리플 H                                                | 2017년 5월 11일                             |
| 엔 & 혁 (빅스), 홍빈                                    | 2017년 5월 18일                             |
| Young K & 원필 (DAY6), 지효 & 채영 (트와이스)           | 2017년 6월 1일                              |
| 이홍기 (FT아일랜드), 설아 & 은서 (우주소녀)             | 2017년 6월 8일                              |
| 재현 (NCT 127), 원필 (DAY6), 이나은                     | 2017년 6월 15일                             |
| 경리, 기현 & 형원 (몬스타엑스)                          | 2017년 6월 22일, 6월 29일                   |
| 조이 & 예리 (레드벨벳), 태용 (NCT 127)                  | 2017년 7월 13일                             |
| 슬기 & 웬디 (레드벨벳)                                  | 2017년 7월 20일                             |
| 보나 & 은서 (우주소녀), 성소                            | 2017년 7월 27일                             |
| Young K & 원필 (DAY6), JB (JJ 프로젝트)                 | 2017년 8월 3일                              |
| 최유정 & 김도연 (위키미키)                              | 2017년 8월 10일                             |
| 황민현, 옹성우                                          | 2017년 8월 17일                             |
| 나영, 은우                                              | 2017년 8월 24일                             |
| 제노 & 해찬 (NCT DREAM)                                 | 2017년 9월 7일                              |
| 은하 & 신비 (비비지), 정세운                            | 2017년 9월 14일                             |
| 대현, 영재, 이나은                                      | 2017년 9월 21일                             |
| RM & 제이홉 & 지민 (방탄소년단)                         | 2017년 9월 28일                             |
| 이창섭 & 육성재 (비투비), 정일훈                        | 2017년 10월 19일                            |
| 천지 (틴탑), 기희현, 로운                               | 2017년 10월 26일                            |
| 지효 & 미나 & 채영 (트와이스)                           | 2017년 11월 2일                             |
| 나연 & 모모 & 다현 (트와이스)                           | 2017년 11월 9일                             |
| 김성규 & 남우현 (인피니트)                              | 2018년 1월 11일                             |
| 김성규 & 장동우 (인피니트)                              | 2018년 1월 18일                             |
| 지호, 효정 & 아린 (오마이걸)                            | 2018년 1월 25일                             |
| 슬기 & 웬디 (레드벨벳)                                  | 2018년 2월 1일                              |
| 원우 & 정한 & 호시 (세븐틴)                             | 2018년 2월 8일                              |
| 세븐틴                                                  | 2018년 2월 15일                             |
| 태용 & 도영 (NCT U)                                     | 2018년 2월 22일                             |
| 태용 & 재현 (NCT U)                                     | 2018년 3월 1일                              |
| 김도연 (위키미키), 로운 (SF9)                           | 2018년 3월 8일                              |
| 마크 & 진영 & 유겸 & 뱀뱀 (GOT7)                        | 2018년 3월 15일                             |
| 세븐틴                                                  | 2018년 3월 22일                             |
| 도영 & 재현 (NCT 127)                                   | 2018년 3월 29일                             |
| 셔누 & 기현 (몬스타엑스), 원호                          | 2018년 4월 5일                              |
| 나연 & 채영 & 쯔위 (트와이스)                           | 2018년 4월 12일                             |
| 예린, 로운 (SF9)                                        | 2020년 1월 30일                             |
| 김동현 (AB6IX), WOODZ                                   | 2020년 7월 9일                              |
| 민니 & 우기 ((여자)아이들)                              | 2020년 8월 6일                              |
| 예지 & 유나 (ITZY)                                      | 2020년 8월 20일                             |
| 송하영 & 장규리 (Fromis 9)                              | 2020년 9월 17일                             |
| 현재 & 큐 (더보이즈)                                    | 2020년 9월 24일                             |
| 형준 & 정모 (CRAVITY)                                   | 2020년 10월 31일                            |
| 츄, 지한 (위클리)                                       | 2020년 11월 22일                            |
| 성훈 & 정원 (엔하이픈)                                  | 2020년 12월 17일                            |
| 신원 & 키노 (펜타곤)                                    | 2021년 5월 13일                             |
| 최병찬                                                  | 2022년 1월 20일, 2022년 7월 21일 ~ 8월 11일 |
| 우기 (아이들)                                           | 2023년 2월 2일                              |
| 휴닝카이 (투모로우바이투게더)                           | 2023년 2월 9일                              |
| 최예나                                                  | 2023년 2월 16일                             |
| 재윤 (8TURN)                                            | 2023년 3월 2일                              |
| 민재 (싸이커스)                                         | 2023년 4월 13일                             |
| 새나 (FIFTY FIFTY)                                      | 2023년 5월 4일                              |
| 연수 (ADYA), 최한빈 (더윈드)                            | 2023년 6월 1일                              |
| 명재현 & 성호 (BOYNEXTDOOR)                             | 2023년 7월 13일                             |
| 성한빈 & 김지웅 & 장하오 (제로베이스원)                 | 2023년 8월 3일                              |
| 류진 & 채령 (ITZY)                                      | 2023년 8월 10일                             |
| 시은 & 아이사 (스테이씨)                                | 2023년 8월 24일                             |
| 쟈니 (NCT)                                              | 2023년 8월 31일                             |
| 명재현 (BOYNEXTDOOR), 소희 (RIIZE)                      | 2023년 9월 14일, 9월 21일                   |
| 제로베이스원 (박건욱, 한유진)                           | 2024년 2월 22일                             |
| 유노윤호 (동방신기), 안재현                             | 2024년 7월 18일                             |
| 리우 (BOYNEXTDOOR)                                      | 2024년 10월 17일                            |
| 수인 (MEOVV)                                            | 2025년 2월 20일                             |
| Key (샤이니)                                            | 2025년 3월 6일                              |
| 강다니엘                                                | 2025년 3월 13일                             |
| 방지민 (이즈나)                                         | 2025년 3월 20일, 4월 10일, 6월 26일         |
| 김다현 (트와이스)                                       | 2025년 3월 27일                             |
| 김채원 (LE SSERAFIM)                                    | 2025년 4월 3일                              |
| 규진 (NMIXX) & 유사랑 (이즈나) & 지유 (키키)            | 2025년 4월 17일                             |
| 소희 (라이즈)                                           | 2025년 5월 22일                             |
| 이한 (보이넥스트도어)                                   | 2025년 5월 29일                             |
| 원희 (ILLIT)                                            | 2025년 7월 3일                              |
| 박건욱 (제로베이스원)                                   | 2025년 7월 24일                             |
| 이즈나 (방지민, 유사랑)                                 | 2025년 8월 7일                              |
| 시온 (NCT WISH)                                         | 2025년 8월 14일                             |
| 장하오 (제로베이스원)                                   | 2025년 8월 21일                             |

### 글로벌 MC 크루
| 진행자                                          | 방송 일자                  |
| ----------------------------------------------- | -------------------------- |
| 청하, 이대휘(AB6IX), 사나 (트와이스)            | 2018년 4월 26일            |
| 쟈니 (NCT), 엄지 (여자친구), 故 문빈 (아스트로) | 2018년 5월 3일             |
| 이대휘 (AB6IX), 효정 & 유빈 (오마이걸)          | 2018년 5월 10일            |
| 유타 & 도영 & 재현 (NCT)                        | 2018년 5월 24일            |
| 도영 & 해찬 (NCT)                               | 2018년 5월 31일            |
| 황민현, 이대휘 (AB6IX)                          | 2018년 6월 7일             |
| 이대휘 (AB6IX), 지민, 찬미                      | 2018년 6월 14일            |
| 이창섭 (비투비), 정일훈                         | 2018년 6월 21일            |
| JR, 렌                                          | 2018년 6월 28일            |
| 에스쿱스 & 호시 & 원우 (세븐틴)                 | 2018년 7월 19일            |
| 디노 & 정한 & 승관 (세븐틴)                     | 2018년 7월 26일            |
| 에스쿱스 & 호시 & 정한 (세븐틴)                 | 2018년 8월 2일             |
| 인성 (SF9), 솔빈, 故 문빈 (아스트로)            | 2018년 8월 9일             |
| 소유                                            | 2018년 8월 23일            |
| 故 문빈 & 윤산하 (아스트로)                     | 2018년 8월 30일, 9월 6일   |
| 앤디 (신화)                                     | 2018년 9월 13일            |
| 진영 & 뱀뱀 (GOT7)                              | 2018년 9월 20일            |
| 잭슨 & 마크 & 유겸 (GOT7)                       | 2018년 10월 4일            |
| 김도연 (위키미키), 보나 (우주소녀), 장규리      | 2018년 10월 18일           |
| 셔누 & 기현 & 민혁 (몬스타엑스)                 | 2018년 10월 25일, 11월 1일 |
| 나연 & 사나 & 채영 (트와이스)                   | 2018년 11월 8일            |
| 정연 & 지효 & 쯔위 (트와이스)                   | 2018년 11월 15일           |
| 다현 & 미나 & 모모 (트와이스)                   | 2018년 11월 29일           |
| 안재현                                          | 2019년 1월 3일             |
| 라비, 혁 (빅스)                                 | 2019년 1월 10일            |
| 신비 (비비지), 故 문빈 (아스트로)               | 2019년 1월 17일            |
| 은하 & 엄지 (비비지)                            | 2019년 1월 24일            |
| 에스쿱스 & 정한 & 조슈아 (세븐틴)               | 2019년 1월 31일            |
| 설아 & 보나 & 은서 (우주소녀)                   | 2019년 2월 14일            |
| 셔누 & 기현 & 형원 (몬스타엑스)                 | 2019년 2월 21일            |
| 이대휘 (AB6IX), 예지 (ITZY)                     | 2019년 2월 28일            |
| 민혁 & 주헌 & 아이엠 (몬스타엑스)               | 2019년 3월 7일             |
| 인성 & 다원 & 로운 (SF9)                        | 2019년 3월 14일            |
| 라비, 연준 & 수빈 (투모로우바이투게더)          | 2019년 3월 21일            |
| 주이, 필릭스 & 승민 (스트레이 키즈)             | 2019년 3월 28일            |

## 종합 차트 선정 방식
- 음원 점수: 60% - 국내 5대 온라인 음원사(멜론, 지니뮤직, FLO, Spotify, Apple Music)의 주간 음원 순위를 합산
- 음반 점수: 15% - 한터차트 판매량 데이터를 근거로 이번 주의 주간판매량(순위)을 반영
- 글로벌 소셜 미디어 점수: 10% - 유튜브 공식 MV 점수 반영
- 글로벌 팬 투표 점수: 15% - 엠카운트다운 홈페이지(커뮤니티)에서 사전 온라인 투표 반영.
- 방송 점수: 10% - Mnet 채널 방송 점수 (MV/방송 등)
- 생방송 실시간 투표 점수 : 10% - 엠카운트다운 홈페이지(커뮤니티)에서 실시간 투표 반영. 총점: 12,000점
- 트리플 크라운 : 3주간 1위를 한 곡은 '트리플 크라운'으로 지정되며 그 다음 주부터 1위 후보에서 제외된다.

## 1위 수상자

#### 2004년
| 7월 - 7월 29일 - 보아 / My Name 8월 - 8월 5일 - 동방신기 / The Way U Are - 8월 12일 - 동방신기 / The Way U Are (2주 연속) - 8월 19일 - 동방신기 / The Way U Are (3주 연속) - 8월 26일 - 세븐 / 열정 9월 - 9월 2일 - 세븐 / 열정 (2주 연속) - 9월 9일 - 세븐 / 열정 (3주 연속) - 9월 16일 - 이승철 / 긴 하루 - 9월 23일 - 김종국 / 한 남자 - 9월 30일 - 신화 / Brand New 10월 - 10월 7일 - 신화 / Brand New (2주 연속) - 10월 14일 - 신화 / Brand New (3주 연속) - 10월 21일 - 이수영 / 휠릴리 - 10월 28일 - 비 / It's Raining 11월 - 11월 4일 - 비 / It's Raining (2주 연속) - 11월 11일 - 비 / It's Raining (3주 연속) - 11월 18일 - 휘성 / 불치병 - 11월 25일 - 동방신기 / 믿어요 12월 - 12월 9일 - 동방신기 / 믿어요 (2주 연속) - 12월 16일 - 휘성 / 불치병 (통산 2주) |

#### 2005년
| 1월 - 1월 6일 - MC THE MAX / 행복하지 말아요 - 1월 13일 - MC THE MAX / 행복하지 말아요 (2주 연속) - 1월 20일 - MC THE MAX / 행복하지 말아요 (3주 연속) - 1월 27일 - god / 보통날 2월 - 2월 3일 - god / 보통날 (2주 연속) - 2월 17일 - 채연 / 둘이서 - 2월 24일 - 채연 / 둘이서 (2주 연속) 3월 - 3월 3일 - 테이 / 사랑은...하나다 - 3월 10일 - 테이 / 사랑은...하나다 (2주 연속) - 3월 17일 - 조성모 / Mr. Flower - 3월 24일 - 조성모 / Mr. Flower (2주 연속) - 3월 31일 - 버즈 / 겁쟁이 4월 - 4월 7일 - 버즈 / 겁쟁이 (2주 연속) - 4월 14일 - 버즈 / 겁쟁이 (3주 연속) - 4월 21일 - 쥬얼리 / Superstar - 4월 28일 - SG워너비 / 죄와 벌 5월 - 5월 12일 - 성시경 / 잘 지내나요 - 5월 26일 - 신혜성 / 같은 생각 6월 - 6월 9일 - 신혜성 / 같은 생각 (2주 연속) - 6월 23일 - 윤도현 / 사랑했나봐 - 6월 30일 - MC몽 / 천하무적 | 7월 - 7월 7일 - 버즈 / 가시 - 7월 28일 - 보아 / Girls On Top 8월 - 8월 4일 - 김종국 / 제자리 걸음 - 8월 11일 - 결방 - 8월 18일 - 버즈 / 나에게로 떠나는 여행 - 8월 25일 - 김종국 / 제자리 걸음 (통산 2주) 9월 - 9월 1일 - MC몽 / I Love U Oh Thank U - 9월 8일 - 김종국 / 제자리 걸음 (통산 3주) - 9월 15일 - SS501 / Never Again - 9월 22일 - 김종국 / 사랑스러워 - 9월 29일 - 김종국 / 사랑스러워 (2주 연속) 10월 - 10월 6일 - 김종국 / 사랑스러워 (3주 연속) - 10월 13일 - 동방신기 / Rising Sun - 10월 20일 - 결방 - 10월 27일 - M / Bump 11월 - 11월 3일 - 김종국 / 별, 바람, 햇살 그리고 사랑 - 11월 10일 - 에픽하이 / Fly 12월 - 12월 8일 - god /반대가 끌리는 이유 - 12월 22일 - 테이 / 그리움을 외치다 |

#### 2006년
| 1월 - 1월 5일 - SS501 / Snow Prince - 1월 19일 - SS501 / Snow Prince (2주 연속) 2월 - 2월 2일 - MC THE MAX / 사랑은 아프려고 하는 거죠 - 2월 16일 - 플라이 투 더 스카이 / 남자답게 3월 - 3월 2일 - 이승기 / 하기 힘든 말 - 3월 16일 - 이효리 / Get Ya - 3월 30일 - 이승기 / 하기 힘든 말 (통산 2주) 4월 - 4월 27일 - 세븐 / 난 알아요 5월 - 5월 11일 - SG 워너비 / 내 사람 - 5월 18일 - SG 워너비 / 내 사람 (2주 연속) 6월 - 6월 1일 - 버즈 / 남자를 몰라 - 6월 22일 - 신화 / Once in a lifetime | 7월 - 7월 6일 - 슈퍼주니어 / U - 7월 20일 - 슈퍼주니어 / U (2주 연속) 8월 - 8월 3일 - SG워너비 / 사랑했어요 - 8월 17일 - SG워너비 / 사랑했어요 (2주 연속) - 8월 31일 - 슈퍼주니어 / Dancing Out 9월 - 9월 14일 - 싸이 / 연예인 - 9월 28일 - 이승기 / 제발 10월 - 10월 12일 - 이승기 / 제발 (2주 연속) - 10월 26일 - 동방신기 / "O"-正.反.合. 11월 - 11월 9일 - 동방신기 / "O"-正.反.合. (2주 연속) 12월 - 12월 7일 - 동방신기 / 풍선 - 12월 21일 - SG워너비 / 사랑가 |

#### 2007년
| 1월 - 1월 4일 - 손호영 / 사랑은 이별을 데리고 오다 - 1월 18일 - SS501 / 4 Chance - 1월 25일 - SS501 / 4 Chance (2주 연속) 2월 - 2월 1일 - SS501 / 4 Chance (3주 연속) - 2월 15일 - 에픽하이 / Fan 3월 - 3월 1일 - 에픽하이 / Fan (2주 연속) - 3월 15일 - 에픽하이 / Fan (3주 연속) - 3월 29일 - 아이비 / 유혹의 소나타 4월 - 4월 26일 - SG 워너비 / 아리랑 5월 - 5월 10일 - 아이비 / 이럴거면 - 5월 24일 - SG 워너비 / 한 여름날의 꿈 6월 - 6월 7일 - 천상지희 더 그레이스 / 한번 더, OK? - 6월 21일 - 양파 / 사랑.. 그게 뭔데 | 7월 - 7월 5일 - 씨야 / 사랑의 인사 - 7월 19일 - FT아일랜드 / 사랑앓이 - 7월 26일 - FT아일랜드 / 사랑앓이 (2주 연속) 8월 - 8월 16일 - 플라이 투 더 스카이 / My Angel - 8월 30일 - 씨야 / 결혼할까요 9월 - 9월 13일 - 이승기 / 착한 거짓말 - 9월 27일 - BIGBANG / 거짓말 10월 - 10월 4일 - 소녀시대 / 다시 만난 세계 - 10월 25일 - BIGBANG / 거짓말 (통산 2주) 11월 - 11월 1일 - V.O.S / 매일매일 / 슈퍼주니어 / Don't Don (공동 1위) - 11월 8일 - 원더걸스 / Tell Me 12월 - 12월 6일 - 소녀시대 / 소녀시대 - 12월 20일 - 소녀시대 / 소녀시대 (2주 연속) |

#### 2008년
| 1월 - 1월 17일 - BIGBANG / 마지막 인사 - 1월 31일 - 씨야 / 슬픈 발걸음 2월 - 2월 14일 - 소녀시대 / Kissing You - 2월 21일 - 소녀시대 / Kissing You (2주 연속) - 2월 28일 - 소녀시대 / Kissing You (3주 연속) 3월 - 3월 13일 - 쥬얼리 / One More Time - 3월 20일 - 쥬얼리 / One More Time (2주 연속) - 3월 27일 - 거미 / 미안해요 4월 - 4월 10일 - 소녀시대 / Baby Baby - 4월 24일 - 이승기 / 다 줄거야 5월 - 5월 8일 - MC몽 / 서커스 - 5월 29일 - MC몽 / 서커스 (2주 연속) 6월 - 6월 12일 - MC몽 / 서커스 (3주 연속) - 6월 19일 - 태양 / 나만 바라봐 - 6월 26일 - 태양 / 나만 바라봐 (2주 연속) | 7월 - 7월 3일 - 태양 / 나만 바라봐 (3주 연속) - 7월 10일 - 원더걸스 / So Hot - 7월 17일 - 원더걸스 / So Hot (2주 연속) - 7월 24일 - 원더걸스 / So Hot (3주 연속) - 7월 31일 - 이효리 / U-Go-Girl (7월의 Only One Song) 8월 - 8월 14일 - 이효리 / U-Go-Girl (2주 연속) - 8월 21일 - 이효리 / U-Go-Girl (3주 연속) - 8월 28일 - BIGBANG / 하루하루 (8월의 Only One Song) 9월 - 9월 4일 - BIGBANG / 하루하루 (2주 연속) - 9월 11일 - BIGBANG / 하루하루 (3주 연속) - 9월 18일 - 샤이니 / 산소같은 너 - 9월 25일 - BIGBANG / 하루하루 (9월의 Only One Song) 10월 - 10월 2일 - FT아일랜드 / 사랑후애 - 10월 9일 - 동방신기 / 주문-MIROTIC - 10월 23일 - 동방신기 / 주문-MIROTIC (2주 연속) - 10월 30일 - 동방신기 / 주문-MIROTIC (3주 연속) (10월의 Only One Song) 11월 - 11월 6일 - 비 / Rainism - 11월 27일 - 비 / Rainism (2주 연속) (11월의 Only One Song) 12월 - 12월 4일 - BIGBANG / 붉은 노을 |

#### 2009년
| 1월 - 1월 8일 - SS501 / U R Man - 1월 15일 - SS501 / U R Man (2주 연속) - 1월 22일 - 승리 / Strong Baby - 1월 29일 - 결방 2월 - 2월 5일 - 승리 / Strong Baby (2주 연속) - 2월 12일 - 결방 - 2월 19일 - 승리 / Strong Baby (트리플 크라운) - 2월 26일 - 승리 / Strong Baby (2월의 노래) 3월 - 3월 5일 - 카라 / Honey - 3월 12일 - 카라 / Honey (2주 연속) - 3월 19일 - 결방 - 3월 26일 - 카라 / Honey (트리플 크라운) (3월의 노래) 4월 - 4월 2일 - 다비치 / 8282 - 4월 9일 - 슈퍼주니어 / Sorry, Sorry - 4월 16일 - 손담비 / 토요일 밤에 - 4월 23일 - 슈퍼주니어 / Sorry, Sorry (통산 2주) - 4월 30일 - 다비치 / 8282 (통산 2주) (4월의 노래) 5월 - 5월 7일 - 2PM / Again & Again - 5월 14일 - 2PM / Again & Again (2주 연속) - 5월 21일 - 2PM / Again & Again (트리플 크라운) - 5월 28일 - 2PM / Again & Again (5월의 노래) 6월 - 6월 4일 - SG 워너비 / 사랑해 - 6월 11일 - SG 워너비 / 사랑해 (2주 연속) - 6월 18일 - V.O.S / 큰일이다 - 6월 25일 - V.O.S / 큰일이다 (2주 연속) (6월의 노래) | 7월 - 7월 2일 - 2PM / 니가 밉다 - 7월 9일 - 2PM / 니가 밉다 (2주 연속) - 7월 16일 - 2PM / 니가 밉다 (트리플 크라운) - 7월 23일 - 2NE1 / I Don't Care - 7월 30일 - 2PM / 니가 밉다 (7월의 노래) 8월 - 8월 6일 - 2NE1 / I Don't Care (2주 연속) - 8월 13일 - 2NE1 / I Don't Care (트리플 크라운) - 8월 20일 - 브라운 아이드 걸스 / Abracadabra - 8월 27일 - 2NE1 / I Don't Care (8월의 노래) 9월 - 9월 3일 - 브라운 아이드 걸스 / Abracadabra (2주 연속) - 9월 10일 - G-Dragon / Heartbreaker - 9월 17일 - G-Dragon / Heartbreaker (2주 연속) - 9월 24일 - G-Dragon / Heartbreaker (트리플 크라운) (9월의 노래) 10월 - 10월 1일 - 포미닛 / Muzik - 10월 8일 - 박효신 / 사랑한 후에 - 10월 15일 - 김태우 / 사랑비 - 10월 22일 - 결방 - 10월 29일 - 박효신 / 사랑한 후에 (통산 2주) (10월의 노래) 11월 - 11월 5일 - 샤이니 / Ring Ding Dong |

#### 2010년
| 2월 - 2월 25일 - 2AM / 죽어도 못 보내 3월 - 3월 4일 - 카라 / Lupin - 3월 11일 - 카라 / Lupin (2주 연속) - 3월 18일 - 티아라 / 너 때문에 미쳐 - 3월 25일 - 비스트 / Shock 4월 - 4월 1일 - 결방 - 4월 8일 - 비 / 널 붙잡을 노래 - 4월 15일 - 비 / 널 붙잡을 노래 (2주 연속) - 4월 22일 - 이효리 / Chitty Chitty Bang Bang - 4월 29일 - 2PM / Without U (결방) 5월 - 5월 6일 - 2PM / Without U (2주 연속) - 5월 13일 - 2PM / Without U (트리플 크라운) - 5월 20일 - 서인국 / 사랑해 U - 5월 27일 - 원더걸스 / 2 Different Tears 6월 - 6월 3일 - 엠블랙 / Y - 6월 10일 - 씨엔블루 / Love - 6월 17일 - 포미닛 / Huh - 6월 24일 - 서인영 / 사랑이라 쓰고 아픔이라 부른다 7월 - 7월 1일 - 씨엔블루 / Love (통산 2주) - 7월 8일 - 태양 / I Need A Girl - 7월 15일 - 태양 / I Need A Girl (2주 연속) (200회 특집) - 7월 22일 - miss A / Bad Girl Good Girl - 7월 29일 - 세븐 / Better Together | 8월 - 8월 5일 - 세븐 / Better Together (2주 연속) - 8월 12일 - G.NA / 꺼져줄게 잘 살아 - 8월 19일 - DJ DOC / 나 이런 사람이야 - 8월 26일 - 결방 9월 - 9월 2일 - 태양 / I'll Be There - 9월 9일 - FT아일랜드 / 사랑 사랑 사랑 - 9월 16일 - 2NE1 / 박수쳐 - 9월 23일 - 결방 - 9월 30일 - 2NE1 / Can't Nobody 10월 - 10월 7일 - 2NE1 / Can't Nobody (2주 연속) - 10월 14일 - 비스트 / 숨 - 10월 21일 - miss A / Breathe - 10월 28일 - 2PM / I'll Be Back 11월 - 11월 4일 - 2PM / I'll Be Back (2주 연속) - 11월 11일 - 싸이 / Right Now - 11월 18일 - 결방 - 11월 25일 - 결방 12월 - 12월 2일 - 결방 - 12월 9일 - 티아라 / 왜 이러니 - 12월 16일 - 티아라 / yayaya - 12월 23일 - 아이유 / 좋은 날 - 12월 30일 - GD&TOP / OH YEAH |

#### 2011년
| 1월 - 1월 6일 - GD&TOP / High High - 1월 13일 - 시크릿 / Shy Boy - 1월 20일 - 동방신기 / 왜 - 1월 27일 - 승리 / V.V.I.P 2월 - 2월 3일 - 승리 / 어쩌라고 (결방) - 2월 10일 - 승리 / 어쩌라고 (2주 연속) - 2월 17일 - G.NA / Black & White - 2월 24일 - G.NA / Black & White (2주 연속) 3월 - 3월 3일 - BIGBANG / Tonight - 3월 10일 - BIGBANG / Tonight (2주 연속) - 3월 17일 - BIGBANG / Tonight (트리플 크라운) - 3월 24일 - 휘성 / 가슴 시린 이야기 - 3월 31일 - 씨엔블루 / 직감 4월 - 4월 7일 - 씨엔블루 / 직감 (2주 연속) - 4월 14일 - 씨엔블루 / 직감 (트리플 크라운) - 4월 21일 - 포미닛 / 거울아 거울아 - 4월 28일 - BIGBANG / Love Song 5월 - 5월 5일 - f(x) / 피노키오 (Danger) - 5월 12일 - f(x) / 피노키오 (Danger) (2주 연속) - 5월 19일 - f(x) / 피노키오 (Danger) (트리플 크라운) - 5월 26일 - 비스트 / Fiction 6월 - 6월 2일 - 비스트 / Fiction (2주 연속) - 6월 9일 - 비스트 / Fiction (트리플 크라운) - 6월 16일 - 김현중 / Break Down - 6월 23일 - 김현중 / Break Down (2주 연속) - 6월 30일 - f(x) / Hot Summer | 7월 - 7월 7일 - 2PM / Hands Up - 7월 14일 - T-ARA / Roly-Poly - 7월 21일 - T-ARA / Roly-Poly (2주 연속) - 7월 28일 - miss A / Good bye Baby 8월 - 8월 4일 - 2NE1 / Ugly - 8월 11일 - 슈퍼주니어 / Mr.Simple - 8월 18일 - 슈퍼주니어 / Mr.Simple (2주 연속) - 8월 25일 - 슈퍼주니어 / Mr.Simple (트리플 크라운) 9월 - 9월 1일 - 인피니트 / 내꺼하자 - 9월 8일 - 인피니트 / 내꺼하자 (2주 연속) - 9월 15일 - KARA / STEP - 9월 22일 - KARA / STEP (2주 연속) - 9월 29일 - 허각 / Hello 10월 - 10월 6일 - 브라운 아이드 걸스 / Sixth Sense - 10월 13일 - 인피니트 / PARADISE - 10월 20일 - 브라운 아이드 걸스 / Sixth Sense (통산 2주) - 10월 27일 - 소녀시대 / The Boys 11월 - 11월 3일 - 소녀시대 / The Boys (2주 연속) - 11월 10일 - 소녀시대 / The Boys (트리플 크라운) - 11월 17일 - 원더걸스 / Be My Baby (결방) - 11월 24일 - 원더걸스 / Be My Baby (2주 연속) (결방) 12월 - 12월 1일 - 티아라 / Cry Cry (결방) - 12월 8일 - 티아라 / Cry Cry (2주 연속) (결방) - 12월 15일 - 트러블 메이커 / Trouble Maker - 12월 22일 - 트러블 메이커 / Trouble Maker (2주 연속) - 12월 29일 - 트러블 메이커 / Trouble Maker (트리플 크라운) |

#### 2012년
| 1월 - 1월 5일 - 에이핑크 / MY MY - 1월 12일 - 티아라 / Lovey-Dovey - 1월 19일 - 티아라 / Lovey-Dovey (2주 연속) - 1월 26일 - 엠블랙 / 전쟁이야 2월 - 2월 2일 - 엠블랙 / 전쟁이야 (2주 연속) - 2월 9일 - FT아일랜드 / 지독하게 - 2월 16일 - 세븐 / 내가 노래를 못해도 - 2월 23일 - FT아일랜드 / 지독하게 (통산 2주) 3월 - 3월 1일 - miss A / Touch - 3월 8일 - BIGBANG / Blue - 3월 15일 - BIGBANG / Fantastic Baby - 3월 22일 - BIGBANG / Fantastic Baby (2주 연속) - 3월 29일 - 샤이니 / Sherlock 4월 - 4월 5일 - 씨엔블루 / Hey You - 4월 12일 - 버스커 버스커 / 벛꽃 엔딩 - 4월 19일 - 신화 / Venus - 4월 26일 - 씨스타 / 나 혼자 (엠카운트다운 Hello Japan 특집방송) 5월 - 5월 3일 - 포미닛 / Volume Up - 5월 10일 - 소녀시대-태티서 / Twinkle - 5월 17일 - 소녀시대-태티서 / Twinkle (2주 연속) - 5월 24일 - 소녀시대-태티서 / Twinkle (트리플 크라운) - 5월 31일 - 인피니트 / 추격자 (결방) 6월 - 6월 7일 - 인피니트 / 추격자 (2주 연속) - 6월 14일 - 인피니트 / 추격자 (트리플 크라운) - 6월 21일 - f(x) / Electric Shock - 6월 28일 - f(x) / Electric Shock (2주 연속) (결방) | 7월 - 7월 5일 - f(x) / Electric Shock (트리플 크라운) - 7월 12일 - 슈퍼주니어 / Sexy, Free & Single - 7월 19일 - 슈퍼주니어 / Sexy, Free & Single (2주 연속) - 7월 26일 - 슈퍼주니어 / Sexy, Free & Single (트리플 크라운) 8월 - 8월 2일 - 비스트 / 아름다운 밤이야 (300회 특집) - 8월 9일 - 비스트 / 아름다운 밤이야 (2주 연속) - 8월 16일 - 비스트 / 아름다운 밤이야 (트리플 크라운) - 8월 23일 - 싸이 / 강남스타일 - 8월 30일 - 싸이 / 강남스타일 (2주 연속) 9월 - 9월 6일 - 싸이 / 강남스타일 (트리플 크라운) - 9월 13일 - KARA / Pandora - 9월 20일 - FT아일랜드 / 좋겠어 - 9월 27일 - G-Dragon / 크레용 10월 - 10월 4일 - G-Dragon / 크레용 (2주 연속) (결방) - 10월 11일 - G-Dragon / 크레용 (트리플 크라운) (결방) - 10월 18일 - 가인 / 피어나 - 10월 25일 - 케이윌 / 이러지마 제발 (결방) 11월 - 11월 1일 - 케이윌 / 이러지마 제발 (2주 연속) - 11월 8일 - 이하이 / 1,2,3,4 - 11월 15일 - 이하이 / 1,2,3,4 (2주 연속) - 11월 22일 - 이하이 / 1,2,3,4 (트리플 크라운) (결방) - 11월 29일 - 이승기 / 되돌리다 (결방) 12월 - 12월 6일 - 이승기 / 되돌리다 (2주 연속) (결방) - 12월 13일 - 이승기 / 되돌리다 (트리플 크라운) - 12월 20일 - 양요섭 / 카페인 - 12월 27일 - 양요섭 / 카페인 (2주 연속) (결방) |

#### 2013년
| 1월 - 1월 3일 - 양요섭 / 카페인 (트리플 크라운) - 1월 10일 - 소녀시대 / I Got A Boy - 1월 17일 - 소녀시대 / I Got A Boy (2주 연속) - 1월 24일 - 소녀시대 / I Got A Boy (트리플 크라운) - 1월 31일 - 배치기 / 눈물샤워 2월 - 2월 7일 - 씨스타19 / 있다 없으니까 - 2월 14일 - 씨스타19 / 있다 없으니까 (2주 연속) - 2월 21일 - 씨스타19 / 있다 없으니까 (트리플 크라운) - 2월 28일 - 샤이니 / Dream Girl 3월 - 3월 7일 - 샤이니 / Dream Girl (2주 연속) - 3월 14일 - 샤이니 / Dream Girl (트리플 크라운) - 3월 21일 - 이하이 / It's Over - 3월 28일 - 다비치 / 둘이서 한잔해 4월 - 4월 4일 - 인피니트 / Man In Love - 4월 11일 - 이하이 / Rose - 4월 18일 - 싸이 / GENTLEMAN - 4월 25일 - 싸이 / GENTLEMAN (2주 연속) (엠카운트다운 Nihao Taiwan 특집 방송) 5월 - 5월 2일 - 싸이 / GENTLEMAN (트리플 크라운) - 5월 9일 - 포미닛 / 이름이 뭐예요? - 5월 16일 - 포미닛 / 이름이 뭐예요? (2주 연속) - 5월 23일 - 신화 / This Love - 5월 30일 - 신화 / This Love (2주 연속) 6월 - 6월 6일 - 신화 / This Love (트리플 크라운) (결방) - 6월 13일 - 이효리 / Bad Girls - 6월 20일 - 씨스타 / Give It To Me - 6월 27일 - 씨스타 / Give It To Me (2주 연속) | 7월 - 7월 4일 - 씨스타 / Give It To Me (트리플 크라운) - 7월 11일 - 다이나믹 듀오 / BAAAM - 7월 18일 - 2NE1 / Falling In Love (결방) - 7월 25일 - 인피니트 / Destiny 8월 - 8월 1일 - 비스트 / Shadow - 8월 8일 - f(x) / 첫 사랑니 - 8월 15일 - 2NE1 / Do You Love Me? - 8월 22일 - EXO / 으르렁 - 8월 29일 - EXO / 으르렁 (2주 연속) 9월 - 9월 5일 - EXO / 으르렁 (트리플 크라운) - 9월 12일 - G-Dragon / Black - 9월 19일 - G-Dragon / Black (2주 연속) (결방) - 9월 26일 - G-Dragon / 삐딱하게 10월 - 10월 3일 - 버스커 버스커 / 처음엔 사랑이란게 - 10월 10일 - 버스커 버스커 / 처음엔 사랑이란게 (2주 연속) - 10월 17일 - 아이유 / 분홍신 - 10월 24일 - 아이유 / 분홍신 (2주 연속) (결방) - 10월 31일 - 샤이니 / Everybody 11월 - 11월 7일 - 트러블 메이커 / 내일은 없어 - 11월 14일 - 트러블 메이커 / 내일은 없어 (2주 연속) - 11월 21일 - miss A / Hush (결방) - 11월 28일 - 2NE1 / 그리워해요 (결방) 12월 - 12월 5일 - 2NE1 / 그리워해요 (2주 연속) - 12월 12일 - 효린 / 너 밖에 몰라 - 12월 19일 - EXO / 12월의 기적 - 12월 26일 - EXO / 12월의 기적 (2주 연속) (결방) |

#### 2014년
| 1월 - 1월 2일 - EXO / 12월의 기적 (트리플 크라운) (결방) - 1월 9일 - 비 / 30 Sexy - 1월 16일 - 동방신기 / Something - 1월 23일 - 동방신기 / Something (2주 연속) (결방) - 1월 30일 - 동방신기 / Something (트리플 크라운) (결방) 2월 - 2월 6일 - 걸스데이 / Something - 2월 13일 - 걸스데이 / Something (2주 연속) - 2월 20일 - 소유, 정기고 / 썸 - 2월 27일 - 소유, 정기고 / 썸 (2주 연속) (하이라이트 방송) 3월 - 3월 6일 - 소녀시대 / Mr.Mr. - 3월 13일 - 소녀시대 / Mr.Mr. (2주 연속) - 3월 20일 - 2NE1 / Come Back Home - 3월 27일 - 2NE1 / Come Back Home (2주 연속) 4월 - 4월 3일 - 포미닛 / 오늘 뭐해 (엠카운트다운 No.1 Artist Of Spring 2014 특집방송) - 4월 10일 - 에이핑크 / Mr.Chu - 4월 17일 - 결방 - 4월 24일 - 결방 5월 - 5월 1일 - 결방 - 5월 8일 - 에이핑크 / Mr.Chu (통산 2주) - 5월 15일 - EXO-K / 중독 - 5월 22일 - EXO-K / 중독 (2주 연속) - 5월 29일 - 인피니트 / Last Romeo 6월 - 6월 5일 - 인피니트 Last Romeo (2주 연속) - 6월 12일 - 태양 눈,코,입 - 6월 19일 - 태양 눈,코,입 (2주 연속) - 6월 26일 - 비스트 / Good Luck (상반기 결산) | 7월 - 7월 3일 - 태양 / 눈,코,입 (트리플 크라운) - 7월 10일 - 케이윌 / 오늘부터 1일 (여가수 특집) - 7월 17일 - f(x) / Red Light - 7월 24일 - B1A4 / SOLO DAY (엠카운트다운 10주년 특집방송) - 7월 31일 - 씨스타 / Touch My Body 8월 - 8월 7일 - 씨스타 / Touch My Body (2주 연속) (결방) - 8월 14일 - 블락비 / HER (2NIGHTS In LA 특집방송) - 8월 21일 - WINNER / 공허해 - 8월 28일 - WINNER / 공허해 (2주 연속) 9월 - 9월 4일 - 씨스타 / I Swear - 9월 11일 - 슈퍼주니어 / MAMACITA (아야야) - 9월 18일 - WINNER / 공허해 (트리플 크라운) - 9월 25일 - 소녀시대-태티서 / Holler 10월 - 10월 2일 - 소녀시대-태티서 / Holler (2주 연속) (결방) - 10월 9일 - 에일리 / 손대지마 - 10월 16일 - 로이 킴 / Home - 10월 23일 - 개코 / 화장 지웠어 - 10월 30일 - 에픽하이 / 헤픈엔딩 (400회 HALLOWEEN NIGHT 특집) 11월 - 11월 6일 - 에픽하이 / 헤픈엔딩 (2주 연속) - 11월 13일 - 에픽하이 / 헤픈엔딩 (트리플 크라운) - 11월 20일 - 규현 / 광화문에서 - 11월 27일 - 규현 / 광화문에서 (2주 연속) (결방) 12월 - 12월 4일 - 에이핑크 / LUV (2014 엠넷 아시안 뮤직 어워드 재방송) - 12월 11일 - 에이핑크 / LUV (2주 연속) (결방) - 12월 18일 - 에이핑크 / LUV (트리플 크라운) (하이라이트 방송) - 12월 25일 - 에이핑크 / LUV (4주 연속) (하이라이트 방송) |

#### 2015년
| 1월 - 1월 1일 - 결방 - 1월 8일 - EXID / 위 아래 (하이라이트 방송) - 1월 15일 - EXID / 위 아래 (2주 연속) (하이라이트 방송) - 1월 22일 - 종현 (feat. 자이언티) / 데자-부 (Deja-Boo) - 1월 29일 - 매드 클라운 / 화 2월 - 2월 5일 - 다비치 / 또 운다 또 - 2월 12일 - 인피니트H / 예뻐 - 2월 19일 - 포미닛 / 미쳐 (결방) - 2월 26일 - 포미닛 / 미쳐 (2주 연속) 3월 - 3월 5일 - VIXX / 이별공식 - 3월 12일 - 신화 / 표적 - 3월 19일 - 신화 / 표적 (2주 연속) - 3월 26일 - 신화 / 표적 (트리플 크라운) 4월 - 4월 2일 - 레드벨벳 / Ice Cream Cake - 4월 9일 - EXO / CALL ME BABY - 4월 16일 - EXO / CALL ME BABY (2주 연속) - 4월 23일 - miss A / 다른 남자 말고 너 (KCON 2015 방송 대체) - 4월 30일 - EXO / CALL ME BABY (트리플 크라운) 5월 - 5월 7일 - 방탄소년단 / I NEED U - 5월 14일 - BIGBANG / Loser - 5월 21일 - BIGBANG / Loser (2주 연속) - 5월 28일 - 샤이니 / View 6월 - 6월 4일 - 샤이니 / View (2주 연속) - 6월 11일 - BIGBANG / 뱅뱅뱅 - 6월 18일 - EXO / Love Me Right - 6월 25일 - BIGBANG / 뱅뱅뱅 (통산 2주) | 7월 - 7월 2일 - 씨스타 / SHAKE IT (상반기 결산 하이라이트 방송) - 7월 9일 - BIGBANG / 맨정신 (광주유니버시아드 특집 생방송) - 7월 16일 - 소녀시대 / PARTY - 7월 23일 - 인피니트 / Bad - 7월 30일 - 에이핑크 / Remember 8월 - 8월 6일 - 비스트 / YeY (하이라이트 방송) - 8월 13일 - 샤이니 / Married To The Music (KCON / 2015 LA 특집 방송) - 8월 20일 - BIGBANG / 쩔어 - 8월 27일 - 소녀시대 / Lion Heart 9월 - 9월 3일 - 소녀시대 / Lion Heart (2주 연속) - 9월 10일 - 소녀시대 / Lion Heart (트리플 크라운) - 9월 17일 - 레드벨벳 / Dumb Dumb - 9월 24일 - 레드벨벳 / Dumb Dumb (2주 연속) (결방) 10월 - 10월 1일 - 소유, 권정열 / 어깨 - 10월 8일 - iKON / 리듬 타 - 10월 15일 - 태연 (feat. 버벌진트) / I - 10월 22일 - 태연 (feat. 버벌진트) / I (2주 연속) - 10월 29일 - 태연 (feat. 버벌진트) / I (트리플 크라운) 11월 - 11월 5일 - f(x) / 4 Walls - 11월 12일 - f(x) / 4 Walls (2주 연속) (결방) - 11월 19일 - f(x) / 4 Walls (트리플 크라운) (결방) - 11월 26일 - 다이나믹 듀오 / 꿀잼 (결방) 12월 - 12월 3일 - 이홍기 / 눈치 없이 (결방) - 12월 10일 - 방탄소년단 / RUN (결방) - 12월 17일 - 싸이 (feat. CL of 2NE1) / DADDY - 12월 24일 - 싸이 (feat. CL of 2NE1) / DADDY (2주 연속) (결방) - 12월 31일 - 결방 |

#### 2016년
| 1월 - 1월 7일 - 싸이 (feat. CL of 2NE1) / DADDY (트리플 크라운) - 1월 14일 - iKON / 덤앤더머 - 1월 21일 - iKON / 덤앤더머 (2주 연속) - 1월 28일 - iKON / 덤앤더머 (트리플 크라운) 2월 - 2월 4일 - 여자친구 / 시간을 달려서 - 2월 11일 - 여자친구 / 시간을 달려서 (2주 연속) - 2월 18일 - 여자친구 / 시간을 달려서 (트리플 크라운) - 2월 25일 - 위너 / 센치해 3월 - 3월 3일 - 태민 / Press Your Number - 3월 10일 - 마마무 / 넌 is 뭔들 - 3월 17일 - 이하이 / 한숨 - 3월 24일 - 레드벨벳 / 7월 7일 - 3월 31일 - GOT7 / Fly 4월 - 4월 7일 - BTOB / 봄날의 기억 - 4월 14일 - 씨엔블루 / 이렇게 예뻤나 (KCON 2016 Japan 특집) - 4월 21일 - 블락비 / Toy - 4월 28일 - 정은지 / 하늘바라기 5월 - 5월 5일 - 트외이스 / Cheer Up - 5월 12일 - 방탄소년단 / 불타오르네 - 5월 19일 - 트와이스 / Cheer Up - 5월 26일 - 트와이스 / Cheer Up (트리플 크라운) 6월 - 6월 2일 - 백아연 / 쏘쏘 - 6월 9일 - 백아연 / 쏘쏘 (2주 연속) - 6월 16일 - EXO / Monster - 6월 23일 - EXO / Monster (2주 연속) - 6월 30일 - EXO / Monster (트리플 크라운) | 7월 - 7월 7일 - 씨스타 / I Like That - 7월 14일 - 원더걸스 / Why So Lonely - 7월 21일 - 여자친구 / 너 그리고 나 - 7월 28일 - 여자친구 / 너 그리고 나 (2주 연속) 8월 - 8월 4일 - 여자친구 / 너 그리고 나 (트리플 크라운) - 8월 11일 - 현아 / 어때 - 8월 18일 - I.O.I / Whatta Man (Good Man) - 8월 25일 - EXO / LOTTO 9월 - 9월 1일 - EXO / LOTTO (2주 연속) - 9월 8일 - BLACKPINK / 휘파람 - 9월 15일 - 레드벨벳 / 러시안 룰렛 (추석 연휴 결방. 추후 발표) - 9월 22일 - 레드벨벳 / 러시안 룰렛 (2주 연속) - 9월 29일 - 인피니트 / 태풍 10월 - 10월 6일 - GOT7 / 하드캐리 - 10월 13일 - 샤이니 / 1 Of 1 - 10월 20일 - 방탄소년단 / 피 땀 눈물 - 10월 27일 - I.O.I / 너무너무너무 11월 - 11월 3일 - 트와이스 / TT - 11월 10일 - 트와이스 / TT (2주 연속) (500회 특집) - 11월 17일 - 트와이스 / TT (트리플 크라운) - 11월 24일 - 샤이니 / Tell Me What To Do 12월 - 12월 1일 - 결방 - 12월 8일 - 결방 - 12월 15일 - 세븐틴 / 붐붐 - 12월 22일 - BIGBANG / 에라 모르겠다 - 12월 29일 - 결방 |

#### 2017년
| 1월 - 1월 5일(505회) - BIGBANG / 에라 모르겠다 (2주 연속) - 1월 12일(506회) - BIGBANG / 에라 모르겠다 (트리플 크라운) - 1월 19일(507회) - AKMU / 오랜 날 오랜 밤 - 1월 26일(508회) - 서현 / Don't Say No 2월 - 2월 2일(509회) - AOA / Excuse me (하이라이트 방송) - 2월 9일(510회) - 레드벨벳 / Rookie - 2월 16일(511회) - 레드벨벳 / Rookie (2주 연속) - 2월 23일(512회) - 방탄소년단 / 봄날 3월 - 3월 2일(513회) - 트와이스 / Knock Knock - 3월 9일(514회) - 태연 / Fine - 3월 16일(515회) - 트와이스 / Knock Knock (통산 2주) - 3월 23일(516회) - GOT7 / Never Ever - 3월 30일(517회) - 하이라이트 / 얼굴 찌푸리지 말아요 (결방) 4월 - 4월 6일(518회) - 하이라이트 / 얼굴 찌푸리지 말아요 (2주 연속) - 4월 13일(519회) - WINNER / REALLY REALLY - 4월 20일(520회) - WINNER / REALLY REALLY (2주 연속) - 4월 27일(521회) - 아이유 (feat. G-Dragon) / 팔레트 5월 - 5월 4일(522회) - 아이유 (feat. G-Dragon) / 팔레트 (2주 연속) (하이라이트 방송) - 5월 11일(523회) - 혁오 / TOMBOY - 5월 18일(524회) - 싸이 / I LUV IT - 5월 25일(525회) - 트와이스 / Signal (KCON 2017 Japan 방송) 6월 - 6월 1일(526회) - 트와이스 / Signal (2주 연속) - 6월 8일(527회) - 하이라이트 / Calling You - 6월 15일(528회) - 세븐틴 / 울고 싶지 않아 - 6월 22일(529회) - NCT 127 / Cherry Bomb - 6월 29일(530회) - 마마무 / 나로 말할 것 같으면 (하이라이트 방송) | 7월 - 7월 6일(531회) - 마마무 / 나로 말할 것 같으면 (2주 연속) (KCON 2017 NY 방송) - 7월 13일(532회) - 마마무 / 나로 말할 것 같으면 (트리플 크라운) - 7월 20일(533회) - 레드벨벳 / 빨간 맛 - 7월 27일(534회) - EXO / 파워 8월 - 8월 3일(535회) - EXO / 파워 (2주 연속) - 8월 10일(536회) - EXO / 파워 (트리플 크라운) - 8월 17일(537회) - Wanna One / 에너제틱 - 8월 24일(538회) - Wanna One / 에너제틱 (2주 연속) - 8월 31일(539회) - Wanna One / 에너제틱 (트리플 크라운) (KCON 2017 LA 방송) 9월 - 9월 7일(540회) - 선미 / 가시나 - 9월 14일(541회) - EXO / Power - 9월 21일(542회) - 여자친구 / 여름비 - 9월 28일(543회) - 방탄소년단 / DNA 10월 - 10월 5일(544회) - 방탄소년단 / DNA (2주 연속) (KCON 2017 AU 방송) - 10월 12일 - 결방 (BTS 카운트다운 방송) - 10월 19일(545회) - 뉴이스트W / Where You At - 10월 26일(546회) - 비투비 / 그리워하다 11월 - 11월 2일(547회) - 비투비 / 그리워하다 (2주 연속) - 11월 9일(548회) - 트와이스 / Likey - 11월 16일(549회) - 트와이스 / Likey (2주 연속) (하이라이트 방송) - 11월 23일(550회) - Wanna One / Beautiful (하이라이트 방송) - 11월 30일 - Wanna One / Beautiful (2주 연속) (2017 MAMA in Japan 베스트 퍼포먼스 방송) 12월 - 12월 7일 - 레드벨벳 / 피카부 (2017 MAMA in Hong Kong 재방송) - 12월 14일 - 현아 / Lip & Hip (2017 MAMA 재방송) - 12월 21일(551회) - 트와이스 / Heart Shaker (엠카운트다운 인 광주) - 12월 28일(552회) - 트와이스 / Heart Shaker (2주 연속) (하이라이트 방송) |

### 2018년
| 1월 - 1월 4일 - EXO / Universe - 1월 11일(553회) - 모모랜드 / 뿜뿜 - 1월 18일(554회) - 인피니트 / Tell Me - 1월 25일(555회) - 선미 / 주인공 2월 - 2월 1일(556회) - iKON / 사랑을 했다 - 2월 8일(557회) - 레드벨벳 / Bad Boy - 2월 15일(558회) - 레드벨벳 / Bad Boy (2주 연속) (하이라이트 방송) - 2월 22일(559회) - 모모랜드 / 뿜뿜 (통산 2주) 3월 - 3월 1일(560회) - iKON / 사랑을 했다 (통산 2주) - 3월 8일(561회) - iKON / 사랑을 했다 (트리플 크라운) - 3월 15일(562회) - 마마무 / 별이 빛나는 밤 - 3월 22일(563회) - 마마무 / 별이 빛나는 밤 (2주 연속) - 3월 29일(564회) - Wanna One / BOOMERANG (부메랑) 4월 - 4월 5일(565회) - Wanna One / BOOMERANG (부메랑) (2주 연속) - 4월 12일(566회) - WINNER / EVERYDAY - 4월 19일(567회) - 트와이스 / What is Love? (KCON 2018 JAPAN 방송) - 4월 26일(568회) - 트와이스 / What is Love? (2주 연속) 5월 - 5월 3일(569회) - WINNER / EVERYDAY (통산 2주) - 5월 10일(570회) - 여자친구 / 밤 - 5월 17일 - 여자친구 / 밤 (2주 연속) 엠카운트다운 No.1 Special 방송 - 5월 24일(571회) - (여자)아이들 / LATATA - 5월 31일(572회) - 방탄소년단 / Fake Love 6월 - 6월 7일(573회) - 방탄소년단 / Fake Love (2주 연속) - 6월 14일(574회) - Wanna One / 켜줘 (Light) - 6월 21일(575회) - 샤이니 / I Want You - 6월 28일(576회) - BLACKPINK / 뚜두뚜두 (DDU-DU DDU-DU) | 7월 - 7월 5일(577회) - BLACKPINK / 뚜두뚜두 (DDU-DU DDU-DU) (2주 연속) (KCON 2018 NY 방송) - 7월 12일(578회) - BLACKPINK / 뚜두뚜두 (DDU-DU DDU-DU) (트리플 크라운) (M COUNTDOWN in TAIPEI 방송) - 7월 19일(579회) - 트와이스 / Dance The Night Away - 7월 26일(580회) - 세븐틴 / 어쩌나 8월 - 8월 2일(581회) - 마마무 / 너나 해 - 8월 9일(582회) - iKON / 죽겠다 - 8월 16일 - 레드벨벳 / Power Up 엠카운트다운 No.1 Special 방송 - 8월 23일(583회) - 레드벨벳 / Power Up (2주 연속) - 8월 30일(585회) - 레드벨벳 / Power Up (트리플 크라운) 9월 - 9월 6일(586회) - (여자)아이들 / 한 - 9월 13일(587회) - 선미 / 사이렌 - 9월 20일(588회) - 선미 / 사이렌 (2주 연속) - 9월 27일(589회) - GOT7 / Lullaby (하이라이트 방송) 10월 - 10월 4일(590회) - GOT7 / Lullaby (2주 연속) - 10월 11일(591회) - iKON / 이별길 (KCON 2018 THAILAND 방송) - 10월 18일(592회) - iKON / 이별길 (2주 연속) - 10월 25일(593회) - NCT 127 / Regular 11월 - 11월 1일(594회) - 몬스타엑스 / Shoot Out - 11월 8일(595회) - IZ*ONE / 라비앙로즈 - 11월 15일(596회) - 트와이스 / Yes Or Yes - 11월 29일(597회) - Wanna One / 봄바람 (하이라이트 방송) 12월 - 12월 6일(598회) - 송민호 / 아낙네 (하이라이트 방송) - 12월 27일(599회) - WINNER / MILLIONS (하이라이트 방송) |

### 2019년
| 1월 - 1월 3일 (600회 특집) - WINNER / MILLIONS (2주 연속, 통산 2주) - 1월 10일 (601회) - 청하 / 벌써 12시 - 1월 17일 (602회) - 에이핑크 / %%(응응) - 1월 24일 (603회) - 여자친구 / 해야 - 1월 31일 (604회) - 세븐틴 / Home 2월 - 2월 7일 (605회) - 세븐틴 / Home (2주 연속) (설 특집 하이라이트 방송) - 2월 14일 (606회) - 세븐틴 / Home (트리플 크라운) - 2월 21일 (607회) - ITZY / 달라달라 - 2월 28일 (608회) - 몬스타엑스 / Alligator 3월 - 3월 7일 (609회) - ITZY / 달라달라 (통산 2주) - 3월 14일 (610회) - TOMORROW X TOGETHER / 어느날 머리에서 뿔이 자랐다 (CROWN) - 3월 21일 (611회) - 마마무 / 고고베베 - 3월 28일 (612회) - 마마무 / 고고베베 (2주 연속) 4월 - 4월 4일 (613회) - Stray Kids / MIROH - 4월 11일 (614회) - IZ*ONE / 비올레타 - 4월 18일 (615회) - IZ*ONE / 비올레타 (2주 연속) - 4월 25일 (616회) - 방탄소년단 (feat. Halsey) / 작은 것들을 위한 시 (Boy With Luv) 5월 - 5월 2일 (617회) - 트와이스 / Fancy - 5월 9일 (618회) - 뉴이스트 / BET BET - 5월 16일 (619회) - 오마이걸 / 다섯번째 계절 (SSFWL) - 5월 23일 (620회) - WINNER / AH YEAH - 5월 30일 (621회) - GOT7 / Eclipse 6월 - 6월 6일 (622회) - 이하이 / 누구없소 - 6월 13일 (623회) - 우주소녀 / Boogie Up - 6월 20일 (624회) - 에이티즈 / WAVE - 6월 27일 (625회) - 레드벨벳 / 짐살라빔 | 7월 - 7월 4일 (626회) - 청하 / Snapping - 7월 11일 (627회) - 여자친구 / 열대야 (Fever) - 7월 18일 (628회) - 청하 / Snapping (통산 2주) - 7월 25일 (629회) - DAY6 / 한 페이지가 될 수 있게 8월 - 8월 8일 (630회) - ITZY / ICY - 8월 22일 (631회) - ITZY / ICY (2주 연속) - 8월 29일 (632회) - 레드벨벳 / 음파음파 (Umpah Umpah) 9월 - 9월 5일 (633회) - X1 / FLASH - 9월 12일 (634회) - X1 / FLASH (2주 연속) - 9월 19일 (635회) - X1 / FLASH (트리플 크라운) - 9월 26일 (636회) - 세븐틴 / 독 : Fear 10월 - 10월 3일 (637회) - 트와이스 / Feel Special - 10월 10일 (638회) - 트와이스 / Feel Special (2주 연속) - 10월 17일 (639회) - AB6IX / Blind For Love - 10월 24일 (640회) - 슈퍼주니어 / Super Clap - 10월 31일 (641회) - 뉴이스트 / Love Me 11월 - 11월 7일 (642회) - 몬스타엑스 / Follow - 11월 14일 - GOT7 / 니가 부르는 나의 이름 - 11월 21일 (643회) - 마마무 / HIP (2019 MAMA 하이라이트 1편 방송) - 11월 28일 (644회) - 마마무 / HIP (2주 연속) (2019 MAMA 하이라이트 2편 방송) 12월 - 12월 19일 (645회) - Stray Kids / 바람 (연말특집 하이라이트 방송 1편) - 12월 26일 (646회) - 골든차일드 / WANNABE (연말특집 하이라이트 방송 2편) |

### 2020년
| 1월 - 1월 2일 (647회) - 레드벨벳 / Psycho - 1월 9일 (648회) - 모모랜드 / Thumbs Up - 1월 16일 (649회) - SF9 / Good Guy - 1월 30일 (650회) - SF9 / Good Guy (2주 연속) 2월 - 2월 6일 (651회) - 젝스키스 / All For You - 2월 13일 (652회) - 여자친구 / 교차로 (Crossroads) - 2월 20일 (653회) - 여자친구 / 교차로 (Crossroads) (2주 연속) - 2월 27일 (654회) - IZ*ONE / FIESTA 3월 - 3월 5일 (655회) - 방탄소년단 / ON - 3월 12일 (656회) - LOONA / So What - 3월 19일 (657회) - ITZY / WANNABE - 3월 26일 (658회) - ITZY / WANNABE (2주 연속) 4월 - 4월 2일 (659회) - ITZY / WANNABE (트리플 크라운) - 4월 9일 (660회) - 강다니엘 / 2U - 4월 16일 (661회) - (여자)아이들 / Oh My God - 4월 23일 (662회) - 에이핑크 / 덤더럼 (Dumhdurum) - 4월 30일 (663회) - GOT7 / Not By The Moon 5월 - 5월 7일 (664회) - 오마이걸 / 살짝 설렜어 (Nonstop) - 5월 14일 (665회) - 오마이걸 / 살짝 설렜어 (Nonstop) (2주 연속) - 5월 21일 (666회) - 뉴이스트 / I'm in Trouble - 5월 28일 (667회) - NCT 127 / Punch 6월 - 6월 4일 (668회) - NCT 127 / Punch (2주 연속) - 6월 11일 (669회) - 트와이스 / MORE & MORE - 6월 18일 (670회) - 우주소녀 / Butterfly - 6월 25일 (671회) - IZ*ONE / 환상동화 (Secret Story of the Swan) (상반기 결산 특집 하이라이트 방송) | 7월 - 7월 2일 (672회) - 세븐틴 / Left & Right - 7월 9일 (673회) - BLACKPINK / How You Like That - 7월 16일 (674회) - BLACKPINK / How You Like That (2주 연속) - 7월 23일 (675회) - 여자친구 / Apple - 7월 30일 (676회) - 싹쓰리 / 다시 여기 바닷가 8월 - 8월 6일 (677회) - 전소미 / What You waiting for - 8월 13일 (678회) - (여자)아이들 / 덤디덤디 - 8월 20일 (679회) - (여자)아이들 / 덤디덤디 (2주 연속) 9월 - 9월 3일 (680회) - ITZY / Not Shy - 9월 10일 (681회) - ITZY / Not Shy (2주 연속) - 9월 17일 (682회) - ITZY / Not Shy (트리플 크라운) - 9월 24일 (683회) - Stray Kids / Back Door 10월 - 10월 1일 (684회) - 더보이즈 / The Stealer (설특집 하이라이트 방송) - 10월 8일 (685회) - 더보이즈 / The Stealer (2주 연속) - 10월 15일 (686회) - BLACKPINK / Lovesick Girls - 10월 22일 (687회) - NCT U / Make a Wish (Birthday Song) - 10월 29일 (688회) - 세븐틴 / HOME:RUN 11월 - 11월 5일 (689회) - 트와이스 / I CAN'T STOP ME - 11월 12일 (690회) - 트와이스 / I CAN'T STOP ME (2주 연속) (가을특집 하이라이트 방송) - 11월 19일 (691회) - 마마무 / AYA 12월 - 12월 17일 (692회) - IZ*ONE / Panorama - 12월 24일 (693회) - IZ*ONE / Panorama (2주 연속) (크리스마스 특집 방송) |

### 2021년
| 1월 - 1월 14일 (694회) - 비 / 나로 바꾸자 - 1월 21일 (695회) - (여자)아이들 / 화 (火花) - 1월 28일 (696회) - (여자)아이들 / 화 (火花) (2주 연속) 2월 - 2월 4일 (697회) - (여자)아이들 / 화 (火花) (트리플 크라운) - 2월 18일 (698회) - 김우석 / Sugar - 2월 25일 (699회) - 강다니엘 / Paranoia 3월 - 3월 4일 (700회 특집) - 샤이니 / Don't Call Me - 3월 11일 (701회) - 샤이니 / Don't Call Me (2주 연속) - 3월 18일 (702회) - 브레이브걸스 / 롤린 (Rollin') - 3월 25일 (703회) - ROSÉ / On The Ground (하이라이트 방송) 4월 - 4월 1일 (704회) - 아이유 / 라일락 - 4월 8일 (705회) - ROSÉ / On The Ground (통산 2주) - 4월 15일 (706회) - 아스트로 / ONE - 4월 29일 (707회) - 뉴이스트 / InsideOut 5월 - 5월 6일 (708회) - ITZY / 마.피.아. In the Morning - 5월 13일 (709회) - ITZY / 마.피.아. In the morning (2주 연속) - 5월 20일 (710회) - NCT DREAM / 맛 (Hot Sauce) - 5월 27일 (711회) - NCT DREAM / 맛 (Hot Sauce) (2주 연속) 6월 - 6월 3일 (712회) - NCT DREAM / 맛 (Hot Sauce) (트리플 크라운) - 6월 10일 (713회) - 투모로우바이투게더 (feat. Seori) / 0X1=LOVESONG (I Know I Love You) - 6월 17일 (714회) - 트와이스 / Alcohol-Free - 6월 24일 (715회) - 트와이스 / Alcohol-Free (2주 연속) (하이라이트 방송) | 7월 - 7월 1일 (716회) - 세븐틴 / Ready To Love - 7월 8일 (717회) - NCT DREAM / Hello Future - 7월 15일 (718회) - NCT DREAM / Hello Future - 7월 29일 (719회) - 전소연 / 삠삠 (BEAM BEAM) 8월 - 8월 12일 (720회) - 전소미 / DUMB DUMB - 8월 19일 (721회) - 더보이즈 / THRILL RIDE (하이라이트 방송) - 8월 26일 (722회) - 레드벨벳 / Queendom 9월 - 9월 2일 (723회) - Stray Kids / 소리꾼 - 9월 9일 (724회) - Stray Kids / 소리꾼 (2주 연속) - 9월 16일 (725회) - STAYC / 색안경 - 9월 23일 (726회) - NCT 127 / Sticker (추석특집 하이라이트 방송) - 9월 30일 (727회) - NCT 127 / Sticker (2주 연속) 10월 - 10월 7일 (728회) - NCT 127 / Sticker (트리플 크라운) - 10월 14일 (729회) - ITZY / LOCO - 10월 28일 (730회) - 세븐틴 / Rock With You 11월 - 11월 4일 (731회) - NCT 127 / Favorite (Vampire) - 11월 11일 (732회) - NCT 127 / Favorite (Vampire) (2주 연속) - 11월 25일 (733회) - 몬스타엑스 / Rush Hour (2021 MAMA 후보작 특집 방송으로 하이라이트 방송) 12월 - 12월 2일 (734회) - 트와이스 / SCIENTIST (2021 MAMA 후보작 특집 방송으로 하이라이트 방송) |

### 2022년
| 1월 - 1월 13일 (735회) - Kep1er / WA DA DA - 1월 20일 (736회) - Kep1er / WA DA DA (2주 연속) - 1월 27일 (737회) - 휘인 / 오묘해 2월 - 2월 3일 (738회) - GOT the Beat / Step Back (하이라이트 빙송) - 2월 10일 (739회) - 최예나 (feat. BIBI) / SMILEY - 2월 17일 (740회) - VIVIZ / BOP BOP! - 2월 24일 (741회) - 태연 / INVU 3월 - 3월 3일 (742회) - 비투비 / 노래 (The Song) - 3월 10일 (743회) - STAYC / RUN2U (하이라이트 방송) - 3월 17일 (744회) - STAYC / RUN2U (2주 연속) - 3월 24일 (745회) - (여자)아이들 / TOMBOY - 3월 31일 (746회) - (여자)아이들 / TOMBOY (2주 연속) 4월 - 4월 7일 (747회) - NCT DREAM / 버퍼링 (Glitch Mode) - 4월 14일 (748회) - BIGBANG / 봄여름가을겨울 (Still Life) - 4월 21일 (749회) - BIGBANG / 봄여름가을겨울 (Still Life) (2주 연속) - 4월 28일 (750회) - BIGBANG / 봄여름가을겨울 (Still Life) (트리플 크라운) 5월 - 5월 5일 (751회) - IVE / LOVE DIVE - 5월 12일 (752회) - 임영웅 / 다시 만날 수 있을까 - 5월 19일 (753회) - 싸이 / That That (하이라이트 방송) - 5월 26일 (754회) - 아스트로 / Candy Sugar Pop 6월 - 6월 2일 (755회) - 세븐틴 / HOT - 6월 9일 (756회) - NCT DREAM / Beatbox (KCON 2022 in Seoul) - 6월 16일 (757회) - 방탄소년단 / Yet To Come (The Most Beautiful Moment) - 6월 23일 (758회) - 방탄소년단 / Yet To Come (The Most Beautiful Moment) (2주 연속) - 6월 30일 (759회) - 방탄소년단 / Yet To Come (The Most Beautiful Moment) (트리플 크라운) | 7월 - 7월 7일 (760회) - fromis 9 / Stay This Way - 7월 14일 (761회) - 나연 / POP! - 7월 21일 (762회) - aespa / Girls - 7월 28일 (763회) - 세븐틴 / _WORLD 8월 - 8월 4일 (764회) - 세븐틴 / _WORLD (2주 연속) - 8월 11일 (765회) - ITZY / SNEAKERS - 8월 18일 (766회) - NewJeans / Attention (하이라이트 방송) - 8월 25일 (767회) - BLACKPINK / Pink Venom 9월 - 9월 1일 (768회) - BLACKPINK / Pink Venom (2주 연속) - 9월 8일 (769회) - BLACKPINK / Pink Venom (트리플 크라운) - 9월 15일 (770회) - IVE / After LIKE (하이라이트 방송) - 9월 22일 (771회) - BLACKPINK / Shut Down - 9월 29일 (772회) - BLACKPINK / Shut Down (2주 연속) 10월 - 10월 6일 (773회) - BLACKPINK / Shut Down (트리플 크라운) - 10월 13일 (774회) - Stray Kids / Case 143 - 10월 20일 (775회) - Stray Kids / Case 143 (2주 연속) - 10월 27일 (776회) - (여자)아이들 / Nxde (KCON 2022 SAUDI ARABIA) 11월 - 11월 10일 (777회) - 진 / The Astronaut (KCON 2022 JAPAN) 12월 - 12월 29일 (778회) - NCT DREAM / Candy (H.O.T remake) |

### 2023년
| 1월 - 1월 5일 - 미집계 - 1월 12일 (779회) - NewJeans / OMG - 1월 19일 (780회) - 태양 (feat. Jimin of BTS) / VIBE - 1월 26일 (781회) - NewJeans / OMG (통산 2주) (하이라이트 방송) 2월 - 2월 2일 (782회) - 투모로우바이투게더 / Sugar Rush Ride - 2월 9일 (783회) - 투모로우바이투게더 / Sugar Rush Ride (2주 연속) - 2월 16일 (784회) - 부석순 (feat. 이영지) / 파이팅 해야지 - 2월 23일 (785회) - 부석순 (feat. 이영지) / 파이팅 해야지 (2주 연속) 3월 - 3월 2일 (786회) - 부석순 (feat. 이영지) / 파이팅 해야지 (트리플 크라운) - 3월 9일 (787회) - j-Hope (with 제이 콜) / On The Street - 3월 16일 (788회) - j-Hope (with 제이 콜) / On The Street (2주 연속) - 3월 23일 (789회) - 지민 / Set Me Free Pt.2 - 3월 30일 (790회) - 지민 / Like Crazy 4월 - 4월 6일 (791회) - 지민 / Like Crazy (2주 연속) (하이라이트 방송) - 4월 13일 (792회) - 지수 / 꽃 - 4월 20일 (793회) - IVE / I AM - 4월 27일 (794회) - IVE / I AM (2주 연속) 5월 - 5월 4일 (795회) - 세븐틴 / 손오공 - 5월 11일 (796회) - LE SSERAFIM (feat. Nile Rodgers) / Unforgiven - 5월 18일 (797회) - aespa / Spicy - 5월 25일 (798회) - (여자)아이들 / 퀸카 (Queencard) 6월 - 6월 1일 (799회) - ENHYPEN / Bite Me - 6월 8일 (800회 특집) - Stray Kids / 특 - 6월 15일 (801회) - Stray Kids / 특 (2주 연속) (히이라이트 방송) - 6월 22일 (802회) - 방탄소년단 / Take Two - 6월 29일 (803회) - 방탄소년단 / Take Two (2주 연속) | 7월 - 7월 6일 (804회) - 방탄소년단 / Take Two (트리플 크라운) - 7월 13일 (805회) - NewJeans / Super Shy - 7월 20일 (806회) - 정국 (feat. Latto) / Seven - 7월 27일 (807회) - 정국 (feat. Latto) / Seven (2주 연속) 8월 - 8월 3일 (808회) - 정국 (feat. Latto) / Seven (트리플 크라운) - 8월 10일 (809회) - NewJeans / ETA - 8월 17일 (810회) - NewJeans / ETA (2주 연속) - 8월 24일 (811회) - V / Love Me Again - 8월 31일 (812회) - V / Love Me Again (2주 연속) 9월 - 9월 7일 (813회) - V / Love Me Again (트리플 크라운) - 9월 14일 (814회) - V / Slow Dancing - 9월 21일 (815회) - V / Slow Dancing (2주 연속) - 9월 28일 (816회) - V / Slow Dancing (트리플 크라운) (KCON 2023 LA) 10월 - 10월 5일 (817회) - 정국 (feat. Jack Harlow) / 3D (하이라이트 방송) - 10월 12일 (818회) - 정국 (feat. Jack Harlow) / 3D (2주 연속) - 10월 19일 (819회) - 정국 (feat. Jack Harlow) / 3D (트리플 크라운) - 10월 26일 (820회) - IVE / Baddie (하이라이트 방송) 11월 - 11월 2일 (821회) - 세븐틴 / 음악의 신(하이라이트 방송) - 11월 9일 (822회) - 정국 / Standing Next to You - 11월 16일 (823회) - 정국 / Standing Next to You (2주 연속) |

### 2024년
| 1월 - 1월 11일 (824회) - 지민 / Closer Than This - 1월 18일 (825회) - RIIZE / Love 119 - 1월 25일 (826회) - NMIXX / DASH 2월 - 2월 1일 (827회) - 아이유 / Love Wins All - 2월 8일 (828회) - (여자)아이들 / Super Lady - 2월 15일 (829회) - (여자)아이들 / Super Lady (2주 연속) (하이라이트 방송) - 2월 22일 (830회) - (여자)아이들 / Super Lady (트리플 크라운) - 2월 29일 (831회) - LE SSERAFIM / EASY 3월 - 3월 7일 (832회) - LE SSERAFIM / EASY (2주 연속) - 3월 14일 (833회) - LE SSERAFIM / EASY (트리플 크라운) - 3월 21일 (834회) - V / FRI(END)S - 3월 28일 (835회) - V / FRI(END)S (2주 연속) 4월 - 4월 4일 (836회) - NCT DREAM / Smoothie - 4월 11일 (837회) - 투모로우바이투게더 / Deja Vu - 4월 18일 (838회) - ILLIT / Magnetic - 4월 25일 (840회) - ILLIT / Magnetic (2주 연속) 5월 - 5월 2일 (841회) - BABYMONSTER / SHEESH - 5월 9일 (842회) - SEVENTEEN / Maestro (하이라이트 방송) - 5월 16일 (843회) - SEVENTEEN / Maestro (2주 연속) - 5월 23일 (844회) - aespa / Supernova - 5월 30일 (845회) - aespa / Supernova (2주 연속) 6월 - 6월 6일 (846회) - aespa / Armageddon - 6월 13일 (847회) - aespa / Armageddon (2주 연속) - 6월 20일 (849회) - aespa / Armageddon (트리플 크라운) - 6월 27일 (850회) - RIIZE / Boom Boom Bass | 7월 - 7월 4일 (851회) - 이영지 (feat. 디오) / Small Girl - 7월 11일 (852회) - 지민 (feat. 로꼬) / Smeraldo Garden Marching Band - 7월 18일 (853회) - 지민 (feat. 로꼬) / Smeraldo Garden Marching Band (2주 연속) - 7월 25일 (854회) - Stray Kids / Chk Chk Boom (하이라이트 방송) 8월 - 8월 8일 (855회) - 지민 / Who - 8월 15일 (858회) - 지민 / Who (2주 연속) (KCON LA 2024) - 8월 22일 (859회) - fromis 9 / Supersonic - 8월 29일 (860회) - NMIXX / 별별별 (See that?) 9월 - 9월 5일 (861회) - ZEROBASEONE / Good So Bad - 9월 12일 (862회) - LE SSERAFIM / CRAZY - 9월 19일 (863회) - LE SSERAFIM / CRAZY (2주 연속) (하이라이트 방송) - 9월 26일 (864회) - LE SSERAFIM / CRAZY (트리플 크라운) 10월 - 10월 3일 (865회) - 연준 / GGUM - 10월 10일 (866회) - QWER / 내 이름 맑음 - 10월 17일 (867회) - JENNIE / Mantra - 10월 24일 (868회) - ROSÉ (feat. Bruno Mars) / APT. - 10월 31일 (869회) - ROSÉ (feat. Bruno Mars) / APT. (2024 KCON Germany) |

### 2025년
| 1월 - 1월 9일 (870회) - Stray Kids / Walkin On Water - 1월 16일 (871회) - BOYNEXTDOOR / 오늘만 I Love You - 1월 23일 (872회) - IVE / Rebel Heart - 1월 30일 (873회) - IVE / Rebel Heart (2주 연속) (하이라이트 방송) 2월 - 2월 6일 (874회) - IVE / Rebel Heart (트리플 크라운) - 2월 13일 (875회) - IVE / Attitude - 2월 20일 (876회) - JENNIE (feat. Dominic Fike) / Love Hangover - 2월 27일 (877회) - JISOO / Earthquake 3월 - 3월 6일 (878회) - G-Dragon (feat. Anderson .Paak) / Too Bad - 3월 13일 (879회) - G-Dragon (feat. Anderson .Paak) / Too Bad (2주 연속) - 3월 20일 (880회) - JENNIE / Like JENNIE - 3월 27일 (881회) - JENNIE / Like JENNIE (2주 연속) 4월 - 4월 3일 (882회) - JENNIE / Like JENNIE (트리플 크라운) - 4월 10일 (883회) - J-Hope / Mona Lisa - 4월 17일 (884회) - J-Hope / Mona Lisa (2주 연속) - 4월 24일 (885회) - NCT WISH / Poppop 5월 - 5월 1일 (886회) - TWS / 마음 따라 뛰는 건 멋지지 않아? - 5월 8일 (887회) - MEOVV / Hands Up (하이라이트 방송) - 5월 15일 (888회) - MEOVV / Hands Up (2주 연속) - 5월 22일 (889회) - BOYNEXTDOOR / I Feel Good - 5월 29일 (890회) - JIN / Don't Say You Love Me 6월 - 6월 5일 (891회) - SEVENTEEN / Thunder - 6월 12일 (892회) - ENHYPEN / Bad Desire (With or Without You) - 6월 19일 (893회) - SEVENTEEN / Thunder (통산 2주) - 6월 26일 (894회) - J-Hope (feat. GloRilla) / Killin' It Girl | 7월 - 7월 3일 (895회) - ALLDAY PROJECT / Famous - 7월 10일 (896회) - aespa / Dirty Work - 7월 17일 (897회) - BLACKPINK / 뛰어 (Jump) - 7월 24일 (898회) - BLACKPINK / 뛰어 (Jump) (2주 연속) - 7월 31일 (899회) - BLACKPINK / 뛰어 (Jump) (트리플 크라운) (하이라이트 방송) 8월 - 8월 7일 (900회 특집) - TWICE / This Is For - 8월 14일 (901회) - NCT DREAM / Chiller - 8월 21일 (902회) - |

## 편성 변경 및 결방 사유
- 2011년
  - 7월 7일: 2011 Mnet 20's Choice 방송
  - 10월 6일: 2011 한류드림콘서트' 녹화방송
  - 11월 3일: 제4회 스타일 아이콘 어워즈 생방송
  - 11월 24일 ~ 12월 1일: 2011 MAMA 특집 방송

- 2012년
  - 6월 28일: 2012 Mnet 20's Choice 방송
  - 10월 4일: 엠카 태국 공연 출국으로 인해 결방되었으며, 그 시간대에는 경주한류드림콘서트가 자체 방송되었다.
  - 11월 22일: 슈퍼스타k4 스페셜이 자체 방송되었다.
  - 11월 29일: 2011 mama 다시보기 특집 방송으로 대체되었다.
  - 12월 6일: 2012 MAMA 퍼포먼스 특집 방송으로 대체되었다.
  - 12월 27일: 방송사 내부 사정으로 인한 결방

- 2013년
  - 6월 6일: 2013 드림콘서트 편성 관계로 결방.
  - 7월 18일: 2013 Mnet 20's Choice 방송으로 대체되었다.
  - 9월 19일: 2013년 추석 스페셜 슈퍼스타K 5 연속방송으로 인한 자체 결방.
  - 10월 24일: 스타일 아이콘 어워즈 2013 생방송으로 결방.
  - 11월 21일: 2012 MAMA 하이라이트 방송으로 대체.
  - 11월 28일: 2013 MAMA 재방송으로 대체
  - 12월 26일: 스페셜 방송으로 대체

- 2014년
  - 1월 2일: 비하인드 스페셜 방송으로 대체
  - 1월 23일 ~ 1월 30일: 하이라이트 방송으로 대체
  - 2월 20일: 개편으로 인한 하이라이트 방송으로 대체함
  - 4월 17일 ~ 5월 1일: 세월호 침몰 사고의 여파로 결방
  - 6월 26일: 상반기 결산 하이라이트로 대체
  - 7월 10일: 걸스 걸스 걸스 특집으로 인한 대체 방송
  - 8월 7일: 한류 컨벤션 KCON 2014 출국으로 인한 하이라이트 방송 대체
  - 8월 14일: 한류 컨벤션 KCON 2014 녹화 방송으로 대체
  - 10월 2일: 개편으로 인해 하이라이트 방송으로 대체
  - 10월 30일, 11월 27일 ~ 12월 25일: 400회 특집, 2014 MAMA 관련, 연말 결산 및 크리스마스 특집 하이라이트 방송과 2014 MAMA 재방송으로 대체되었음

- 2015년
  - 1월 1일: 방송사 내부 사정으로 인한 결방.
  - 1월 8일 ~ 1월 15일: 개편으로 인한 하이라이트 방송으로 대체함
  - 2월 19일: 설 특집 하이라이트 방송으로 대체함
  - 3월 12일: 하이라이트 방송으로 대체함
  - 4월 16일: 세월호 참사 1주기를 맞이하여, 목요일에서 금요일 저녁 5시로 변경(녹화 실황 방송)
  - 4월 23일: KCON 2015 방송으로 대체
  - 7월 2일: 상반기 결산 하이라이트 방송
  - 8월 6일: 1월~7월 결산 하이라이트 방송
  - 8월 13일: 케이콘 2015 공연으로 인한 방송
  - 8월 27일: 엠카운트다운 in 대전으로 인해 6시 30분에 방송이 시작됨
  - 9월 24일: 추석 특집 하이라이트 방송으로 대체
  - 11월 12일: 방송사 내부 사정으로 인한 하이라이트 방송 대체함
  - 11월 19일 ~ 12월 10일: 2015 mama 준비로 인한 스페셜 방송 대체(12월 10일 2015 mama 비하인드 포함)
  - 12월 24일 ~ 12월 31일: 방송사 내부 사정으로 인한 결방

- 2016년
  - 2월 11일: 발렌타인데이 하이라이트 방송으로 대체함
  - 4월 14일: KCON 2016 JAPAN으로 대체함
  - 6월 2일: M COUNTDOWN in CHINA로 대체함
  - 6월 29일: M COUNTDOWN in NY로 대체함
  - 8월 4일: 하이라이트 방송으로 대체함
  - 9월 15일: 추석연휴 관계로 결방
  - 11월 17일 ~ 11월 24일: 2016 mama 준비로 인한 스페셜 방송 대체
  - 12월 1일: 지난 주 방송으로 대체
  - 12월 8일: 2016 mama 재방송으로 대체
  - 12월 29일: 방송사 내부 사정으로 결방됨.

- 2017년
  - 2월 2일: 하이라이트 방송으로 대체
  - 3월 30일: KCON 2017 MEXICO X M COUNTDOWN으로 대체
  - 5월 4일: 하이라이트 방송으로 대체
  - 5월 25일: KCON 2017 JAPAN X M COUNTDOWN으로 대체
  - 6월 29일: 하이라이트 방송으로 대체
  - 7월 6일: KCON 2017 NY(케이콘 2017 뉴욕)로 대체
  - 8월 31일: KCON 2017 LA로 대체
  - 10월 5일: 추석특집 KCON 2017 AU(호주)로 대체
  - 10월 12일: BTS 카운트다운으로 대체
  - 11월 16일 ~ 11월 23일: 2017 MAMA로 인한 하이라이트 방송으로 대체
  - 11월 30일: 2017 MAMA 퍼포먼스 특집 방송으로 대체
  - 12월 7일: 2017 MAMA in Hong Kong 재방송으로 대체
  - 12월 14일: 2017 MAMA 재방송으로 대체
  - 12월 28일: 하이라이트 방송으로 대체

- 2018년
  - 1월 4일: M COUNTDOWN NO.1 SPECIAL 방송으로 대체.
  - 2월 15일: 설 연휴로 하이라이트 방송으로 대체.
  - 4월 19일: KCON 2018 JAPAN 방송으로 대체.
  - 5월 17일: M COUNTDOWN NO.1 SPECIAL 방송으로 대체.
  - 7월 5일: KCON 2018 NY 방송으로 대체.
  - 7월 12일: M COUNTDOWN in TAIPEI 방송으로 대체.
  - 8월 16일: M COUNTDOWN NO.1 SPECIAL 방송으로 대체.
  - 8월 24일: KCON 2018 LA 방송으로 금요일 저녁 7시에 584회가 방송된다.
  - 9월 27일: 하이라이트 방송으로 대체.
  - 10월 11일: KCON 2018 THAILAND 방송으로 대체.
  - 11월 22일: 워너원 컴백쇼로 대체.
  - 11월 29일: 하이라이트 방송으로 대체.
  - 12월 6일: 하이라이트 방송으로 대체.
  - 12월 13일: 2018 MAMA Premiere in Korea 재방송으로 결방.
  - 12월 20일: 2018 MAMA in Hong Kong 재방송으로 결방.
  - 12월 27일: 하이라이트 방송으로 대체.

- 2019년
  - 2월 7일: 설 특집 하이라이트 방송으로 생방송 결방.
  - 5월 30일: KCON 2019 JAPAN 방송으로 대체.
  - 7월 25일: KCON 2019 NY 방송으로 대체.
  - 8월 1일: 2019 MGMA 방송으로 대체.
  - 8월 15일: 광복절로 결방.
  - 9월 12일: 추석특집 2019 KCON LA 방송으로 대체.
  - 10월 17일: KCON 2019 THAILAND 방송으로 대체.
  - 11월 14일: M COUNTDOWN NO.1 SPECIAL으로 대체.
  - 11월 21일 ~ 11월 28일: 2019 MAMA 준비로 인해 하이라이트 방송으로 대체.
  - 12월 5일: 2019 MAMA 재방송 으로 대체.
  - 12월 12일: 퀸덤 재방송으로 대체.
  - 12월 19일: 연말결산 1탄 방송으로 대체.
  - 12월 26일: 연말결산 2탄 방송으로 대체.

- 2020년
  - 1월 23일: 설 연휴로 결방.
  - 3월 19일: 하이라이트 방송으로 대체.
  - 4월 2일: 코로나19 확산 문제로 인한 사회적 시국을 고려하여 하이라이트 방송으로 대체.
  - 4월 16일: 15일 총선 선거일로 인해 16일 방송은 하이라이트 방송으로 대체.
  - 5월 7일: 하이라이트 방송으로 대체.
  - 6월 25일: KCON:TACT SUMMER 개최로 상반기 결산 하이라이트 방송으로 대체.
  - 8월 27일: 코로나19 확산 방지와 예방을 위해 CJ ENM CENTER의 외부인 출입이 통제로 인해 KCON:TACT SUMMER 편성으로 결방.
  - 10월 1일: 추석 연휴로 하이라이트 방송으로 대체.
  - 11월 12일 ~ 11월 19일: 2020 MAMA 준비로 인해 하이라이트 방송으로 대체.
  - 11월 26일: KCON:TACT 시즌2 방송으로 대체.
  - 12월 3일: 2020 MAMA 능력고사 꼭가마 방송으로 결방.
  - 12월 10일: 캡틴 재방송으로 결방.
  - 12월 31일: 방송사 내부 사정으로 인한 결방.

- 2021년
  - 1월 7일: 방송사 내부 사정으로 인한 결방.
  - 2월 11일: 설 연휴로 하이라이트 방송으로 대체.
  - 3월 25일: 새학기 특집 하이라이트 방송으로 대체.
  - 4월 22일: KCON TACT3 방송으로 대체.
  - 6월 24일: 상반기 결산 하이라이트 방송으로 대체.
  - 7월 22일: KCON TACT 방송으로 대체.
  - 8월 5일: 올림픽 진행으로 인한 결방.
  - 8월 19일: 스태프 코로나19 확진으로 결방.
  - 9월 23일: 추석 연휴로 하이라이트 방송으로 대체.
  - 10월 21일: KCON:TACT HI 5 방송으로 대체.
  - 11월 18일: 하이라이트 방송으로 대체.
  - 11월 25일 ~ 12월 2일: 2021 MAMA 준비로 인해 하이라이트 방송으로 대체.
  - 12월 9일: MAMA 역대 방송으로 대체.
  - 12월 16일 ~ 12월 23일: 스트릿 댄스 걸스 파이터 재방송으로 대체.
  - 12월 30일: 하이라이트 방송으로 대체.

- 2022년
  - 1월 6일: 2021 베스트 퍼포먼스 그룹 TOP10 무대 영상과 우리 식구 됐어요 재방송으로 대체.
  - 2월 3일: 설 연휴로 하이라이트 방송으로 대체.
  - 3월 10일: 하이라이트 방송으로 대체.
  - 5월 19일: 하이라이트 방송으로 대체.
  - 6월 9일: KCON 2022 in Seoul 방송으로 대체.
  - 8월 18일: 하이라이트 방송으로 대체.
  - 9월 15일: KCON 2022 LA 방송으로 대체.
  - 10월 27일: KCON 2022 SAUDI ARABIA 방송으로 대체.
  - 11월 3일: 이태원 압사 참사의 여파로 결방.
  - 11월 10일: KCON 2022 JAPAN 방송으로 대체.
  - 11월 17일: 2023학년도 대학수학능력시험으로 인한 결방.
  - 11월 24일: 2022 MAMA 준비로 인한 결방.
  - 12월 1일: 2022 MAMA 재방송 편성으로 결방.
  - 12월 8일 ~ 12월 22일: 방송국 내부 사정으로 결방.

- 2023년
  - 1월 5일: 방송국 내부 사정으로 결방.
  - 1월 26일: 하이라이트 방송으로 대체.
  - 4월 6일: KCON 2023 THAILAND 방송으로 대체.
  - 6월 15일: KCON 2023 JAPAN 방송으로 대체.
  - 8월 17일: 하이라이트 방송으로 대체.
  - 9월 28일: 케이콘 LA 2023 방송으로 대체.
  - 10월 5일: 2022 항저우 아시안 게임 중계방송으로 인한 하이라이트 방송으로 대체.
  - 11월 23일: 2023 MAMA 준비로 인한 결방.
  - 11월 30일: 2023 MAMA 재방송 편성으로 결방.
  - 12월 7일 ~ 12월 28일: 방송국 내부 사정으로 결방.

- 2024년
  - 1월 4일: 방송국 내부 사정으로 결방.
  - 2월 15일: 하이라이트 방송으로 대체.
  - 4월 23일: KCON HONG KONG 2024. 오후 6시 편성. (839회)
  - 5월 9일: 하이라이트 방송으로 대체.
  - 6월 20일: KCON JAPAN 2024. 오후 4시 편성. (848회)
  - 6월 20일: 생방송 (849회) 오후 7시 편성.
  - 7월 18일: 엠카운트다운 20주년 기념 방송으로 2시간 편성.
  - 7월 25일: 하이라이트 방송으로 대체.
  - 8월 1일: 2024 파리 올림픽 중계 방송으로 인한 결방.
  - 8월 13일: KCON LA 2024. 오후 6시 편성. (856회)
  - 8월 14일: KCON LA 2024. 오후 6시 편성. (857회)
  - 8월 15일: KCON LA 2024. 오후 6시 편성. (858회)
  - 9월 19일: 하이라이트 방송으로 대체.
  - 10월 31일: KCON GERMANY 2024. 오후 6시 편성. (869회)
  - 11월 7일 ~ 12월 26일: 방송국 내부 사정으로 결방.

- 2025년
  - 1월 2일: 방송국 내부 사정으로 결방.
  - 1월 30일: 설 연휴로 인한 하이라이트 방송으로 대체.
  - 5월 8일: 하이라이트 방송으로 대체.
  - 7월 31일: 하이라이트 방송으로 대체.

## 관련 음악 프로그램
- 더 쇼 (SBS M, SBS F!L) - 화요일
- 쇼 챔피언 (MBC M, MBC 에브리원) - 수요일
- Simply K-Pop (아리랑국제방송) - 금요일
- 뮤직뱅크 (KBS 2TV) - 금요일
- 쇼! 음악중심 (MBC TV) - 토요일
- SBS 인기가요 (SBS TV) - 일요일

## 같이 보기
- KCON

## 참조
1. ↑  김제동, 한지민 임시 진행 첫 주.
2. ↑  김제동, 한지민 임시 진행 둘째 주.
3. ↑  김제동, 한지민 임시 진행 셋째 주.
4. ↑  순위 발표는 특집방송 관계로 5월 3일에 하였다.
5. ↑  KCON 2019 JAPAN
6. ↑  2019 KCON NY
7. ↑  2019 KCON LA
8. ↑  KCON 2019 THAILAND
9. ↑  KCON 2022 LA
10. ↑  방송국 내부 사항으로 인한 결방.
11. ↑  KCON 2023 THAILAND
12. ↑  KCON 2023 JAPAN
13. ↑  하이라이트 방송. 공식 웹사이트에 차트 발표.
14. ↑  KCON 2023 Saudi Arabia
15. ↑  KCON 2023 in France
16. ↑  엠카운트다운 20주년 특집
17. ↑  2024 추석 특집